# هيلاري كلينتون
هيلاري كلينتون (بالإنجليزية: Hillary Diane Rodham Clinton)، وُلدت في 26 أكتوبر 1947، هي سياسية أمريكية بارزة، شغلت منصب وزيرة الخارجية الأمريكية السابعة والستين في إدارة الرئيس باراك أوباما من عام 2009 حتى 2013. وهي زوجة بيل كلينتون، الرئيس الثاني والأربعين للولايات المتحدة، وشغلت منصب السيدة الأولى للولايات المتحدة خلال فترة حكمه من عام 1993 إلى 2001. كما عملت سيناتورًا عن ولاية نيويورك من عام 2001 حتى 2009، وكانت المرشحة عن الحزب الديمقراطي في الانتخابات الرئاسية لعام 2016، لكنها خسرت أمام دونالد ترامب.
وُلدت هيلاري ونشأت في شيكاغو بولاية إلينوي، وتخرجت في كلية وليسلي عام 1969، حيث كانت أول طالبة تلقي خطاب التخرج. ثم التحقت بكلية ييل للحقوق، وحصلت على شهادتها عام 1973. بعد فترة عملها كمستشارة قانونية في الكونغرس، انتقلت إلى ولاية أركنساس حيث تزوجت من بيل كلينتون عام 1975. في عام 1977، شاركت في تأسيس "مؤسسة دعاة أركنساس للأسر والأطفال"، وأصبحت أول امرأة تتولى رئاسة الخدمات القانونية في المؤسسة عام 1978، ثم أصبحت شريكة رئيسية في المؤسسة عام 1979.
كأول سيدة لولاية أركنساس من 1979 إلى 1981 ثم من 1983 إلى 1992، قادت جهود إصلاح التعليم في الولاية، وعملت في مجالس إدارات عدة شركات، منها وول مارت. كما أدرجتها المجلة الوطنية للقانون ضمن قائمة "أكثر 100 محامٍ تأثيرًا في أمريكا" بين عامي 1988 و1991.
وخلال توليها منصب السيدة الأولى للولايات المتحدة، فشلت محاولتها لإقرار خطة كلينتون للرعاية الصحية عام 1993. لكنها لعبت دورًا بارزًا في دعم برامج مثل التأمين الصحي للأطفال، وقوانين التبني، وحماية الأسر. في عام 1996، كانت واحدة من خمس سيدات استدعيت للشهادة أمام هيئة محلفين اتحادية كبرى في قضية وايت ووتر، لكنها لم تُتهم بأي جرائم. كما كان زواجها من بيل كلينتون محور اهتمام إعلامي كبير بعد فضيحة لوينسكي عام 1998.
في عام 2000، أصبحت أول امرأة تمثل نيويورك في مجلس الشيوخ الأمريكي. دعمت العمل العسكري في أفغانستان وقرار الحرب في العراق بعد هجمات 11 سبتمبر، لكنها انتقدت لاحقًا إدارة جورج دبليو بوش للحرب. أعيد انتخابها لمجلس الشيوخ في 2006. نافست في الانتخابات التمهيدية الديمقراطية خلال الانتخابات الرئاسية لعام 2008، وحققت إنجازًا تاريخيًا كأكثر النساء حصولًا على أصوات، لكنها خسرت أمام باراك أوباما.
لعبت كوزيرة للخارجية دورًا قياديًا في الاستجابة الأمريكية للربيع العربي من 2009 إلى 2013، وأيدت التدخل العسكري في ليبيا. كما تحملت مسؤولية الثغرات الأمنية في هجوم بنغازي عام 2012 الذي أدى إلى مقتل دبلوماسيين أمريكيين، لكنها دافعت عن أدائها في هذا الملف. وخلال فترة توليها المنصب، زارت عددًا من الدول أكثر من أي وزير خارجية أمريكي آخر.
اعتمدت هيلاري على مفهوم "القوة الذكية"، الذي يجمع بين القوة العسكرية والدبلوماسية والتفوق الاقتصادي والتكنولوجي للولايات المتحدة. كما كانت مناصرة قوية لتمكين المرأة عالميًا، واستخدمت وسائل التواصل الاجتماعي لتعزيز الدبلوماسية الأمريكية.
غادرت منصبها في نهاية الولاية الأولى لأوباما، وكرست وقتها لتأليف الكتب وإلقاء المحاضرات قبل أن تعلن في 5 أبريل 2015 ترشحها مجددًا للرئاسة في انتخابات 2016.

## بداية حياتها وتعليمها

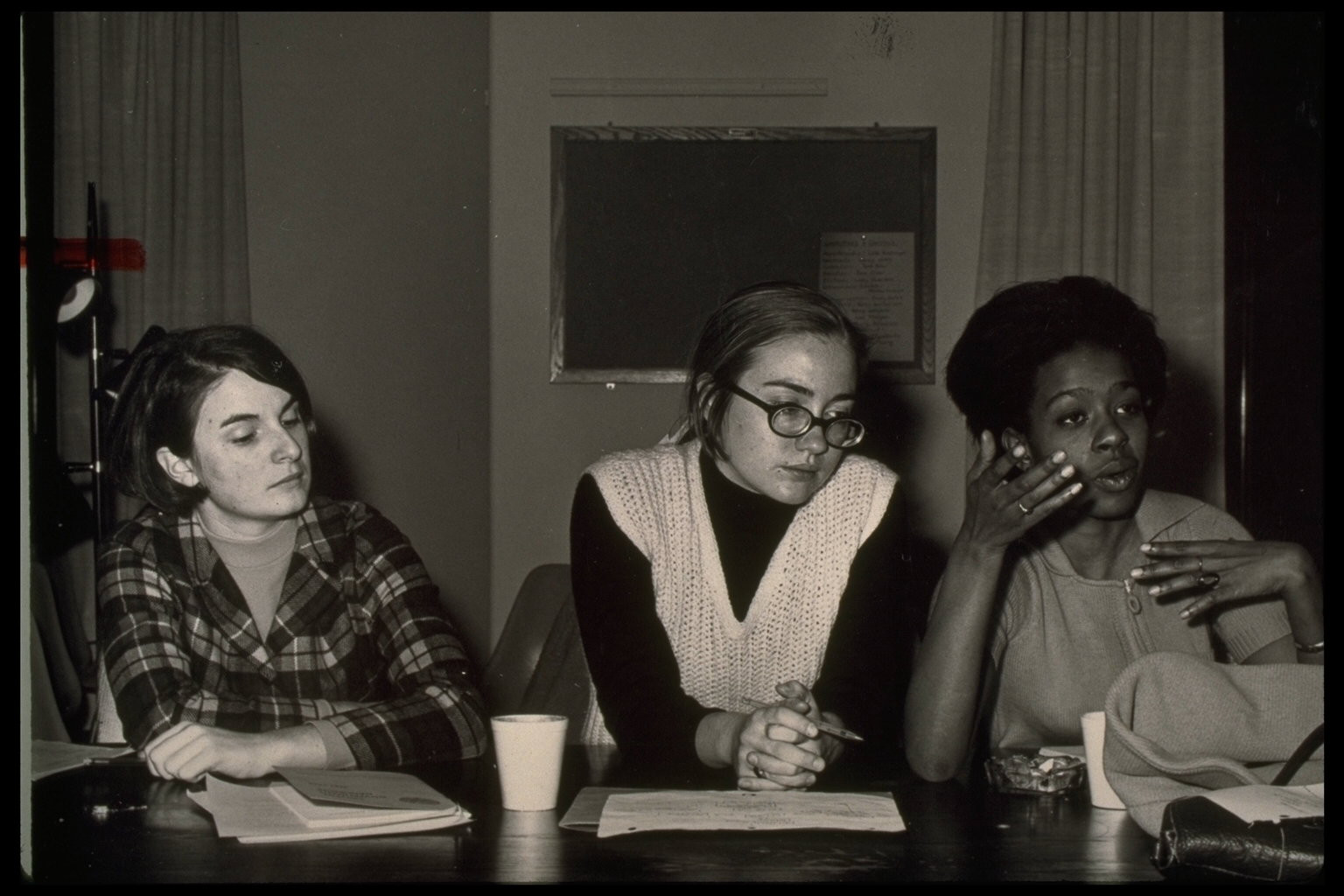
هيلاري كلينتون (في الوسط) عام 1968. كان اسمها قبل الزواج هيلاري رودهام.

### حياتها
وُلدت هيلاري ديان رودهام في السادس والعشرين من أكتوبر لعام 1947، بمشفى إيدج ووتر بولاية شيكاغو تحديدًا بمقاطعة كوك (إلينوي). وقد نشأت كلينتون في أسرة ميثودية متحدة، وعاشت في شيكاغو حتى عمر الثالثة، ومن ثم انتقلت الأسرة إلى ضواحي بارك ريدج بــإلينوي. فقد كان والدها هيو إلسوورث رودهام (1911-1993) ويلزي الجنسية ذو أصول إنجليزية، وقد تمكن من إدارة بعض أعمال النسيج الصغيرة بنجاح. بينما كانت والدتها دورثي إيما هاول (1919-2011) ربة منزل إنجليزية-اسكتلندية، فرنسية-كندية الجنسية، تندرج من أصول ويلزية. وكانت هيلاري هي الابنة الكبرى؛ حيث كان لها أخين صغيرين هما هيو وتوني.
وخلال فترة طفولتها، كانت هيلاري رودهام طالبة مُدللة لدى معلميها في بارك ريدج. وشاركت هيلاري في العديد من الألعاب الرياضية كالسباحة والبيسبول، وحصلت على العديد من الجوائز مثل جائزة براوني وجائزة فتيات الكشافة في الولايات المتحدة الأمريكية. والتحقت هيلاري بمدرسة مين الشرقية في المرحلة الثانوية حيث شاركت في مجلس الطلبة، والصحيفة المدرسية، كما تم اختيارها للعمل بجمعية الشرف الوطنية. وخلال عامها الأخير بالمرحلة الثانوية انتقلت وفقًا للتقسيم الإداري الجديد لمدرسة مين الجنوبية حيث تخرجت في عام 1965 عن جدارة واستحقاق وكانت من الخمس الأوائل لفصلها. وأرادت لها والدتها أن يكون لها مهنة مستقلة، إلا أن والدها التقليدي رأى أنه لا ينبغي كبح جماح قدرات ابنته وفرصها لمجرد كونها أنثى. وقد نشأت هيلاري في أسرة محافظة سياسيًا، وفي عامها الثالث عشر، ساعدت رودهام منظمة فن الكانفا بشيكاغو وكان ذلك في أعقاب انتخابات عام 1960 لرئاسة الولايات المتحدة الأمريكية، حيث وجدت أدلة على تزوير الانتخابات ضد المرشح الجمهوري ريتشارد نيكسون. وبعدها، تطوّعت هيلاري لحملة المرشح الرئاسي باري غولدووتر في الانتخابات الرئاسية الأمريكية لعام 1964. وقد تشّكل التطورالسياسي المُبكر لرودهام بسبب أحد معلميها في المرحلة الثانوية (الذي يشبه أبيها في كفاحه للشيوعية) والذي قدّم لها «ضمير المحافظين» لغولدووتر، بالإضافة إلى وزير الشباب الميثودية، المهتم بقضايا العدالة الاجتماعية مثل والدتها، والذي استطاعت برفقته أن تقابل زعيم الحقوق المدنية مارتن لوثر كينغ في شيكاغو عام 1962.

### السنوات التي قضتها بكلية وليسلي
التحقت رودهام بكلية وليسلي عام 1965، حيث تخصصت في العلوم السياسية. وخلال عامها الأول بالكلية، شغلت منصب رئيس جمهورية وليسلي للشباب  وقد أيدت برفقة مجموعة روكفلر  انتخابات العمدة جون ليندسي والسناتور إدوارد بروك. ولكنها لاحقًا تركت ذلك المنصب بعد أن تغيّرت آراءها بشأن حركة الحقوق المدنية الأمريكية وحرب فيتنام. وقد وصفت نفسها بأنها «العقل المحافظ والقلب الليبرالي» وذلك في خطاب أرسلته لوزير الشباب آنذاك. وقد عملت على تغيير الإجراءات الجذرية ضد النظام السياسي.
وفي السنة اللاحقة، أصبحت رودهام من المؤيدين لحملة يوجين مكارثي، مرشح الحزب الديموقراطي المناهض للحرب. وفي مطلع عام 1986، تم انتخابها كرئيسة جمعية الحكومة بكلية ويلسلي واستمرت حتى أوائل عام 1969. وبعد اغتيال مارتن لوثر كينغ، نظمت رودهام إضرابًا مع الطلاب لمدة يومين وعملت على مساعدة الطلاب ذوي البشرة السوداء للالتحاق بالكلية والعمل بهيئة التدريس. أما عن دورها في الحكومة الطلابية، فقد لعبت دورًا هامًا في حفظ ويلسلي من التورط في الإضرابات الطلابية التي شاعت وقتها في الكليات الأخرى. كما اعتقد عدد من زملائها بأنها ستصبح أول مرأة تترأس قيادة الولايات المتحدة الأمريكية.
وقد قام الأستاذ آلان شيشتر بتعيين رودهام لتتدرب بمؤتمر مجلس النواب الجمهوري كما حضرت البرنامج الصيفي «وليسلي في واشنطن»  وذلك لمساعدتها على تعميق تفكيرها وتغيير وجهات نظرها السياسية. تلقّت رودهام دعوة من تشارلز جودل، الممثل الجمهوري بنيويورك، لمساعدة الحملة المتأخرة للمحافظ نيلسون روكفلر للفوز بالانتخابات. وقد حضرت رودهام المؤتمر الوطني الجمهوري عام 1968 بميامي. واستاءت رودهام من الطريقة التي استخدمتها حملة ريتشارد نيكسون لتصوير روكفلر، وكذلك ما أدركته من الرسائل العنصرية الخفية للاتفاقية دفعها لترك الحزب الجمهوري من أجل الصالح العام. وقد كتبت رودهام أطروحتها العليا وهي نقد لتكتيكات منظم المجتمع الجذري شاول آلينسكاي تحت إشراف الأستاذ شيشتر.(لاحقًا، وأثناء كونها سيدة الولايات المتحدة الأمريكية الأولى، تم تقييد تداول اطروحتها بناءً على طلب البيت الأبيض وتعلق بالأمر عدة تكهنات ).
وفي عام 1969، تخرجت رودهام بدرجة بكالوريوس في الآداب، مع مرتبة الشرف في العلوم السياسية. وبعد عدة ضغوط من بعض زملائها الطلاب، أصبحت أول طالبة في تاريخ كلية وليسلي تلقي خطاب حفل التخرج. وقد استقبل الطلاب خطابها بحفاوة بالغة دامت سبع دقائق. وقد وردت كلماتها في مقال نشر بمجلة لايف، وذلك استجابة لجزء من خطابها الذي انتقدت فيه السيناتور بروك والذي قد تحدث قبلها في بداية الحفل. Fitchburg Sentinel وقد تمت استضافتها في البرنامج التليفزيوني «ايرف كوبشينت» ذو الانتشار الدولي الواسع، وكذلك ظهرت في صحف إلينوي وإنجلترا الجديدة. وخلال فصل الصيف، عملت بآلاسكا في غسل الصحون بحديقة جبل ماكينلي الوطنية، وتعليب اسماك السالمون في فالديز (الذي طردها وأغلق بين عشية وضحاها بعد أن اشتكت من الظروف غير الصحية).

### التحاقها بمدرسة القانون بجامعة ييل والدراسات العليا
التحقت رودهام بعد ذلك بكلية ييل للحقوق. حيث عملت في هيئة تحرير مجلة ييل للقانون والعمل الاجتماعي. وفي عامها الثاني، عملت في مركز دراسة ييل للطفل، للاطلاع على أبحاث جديدة عن تطور الدماغ في مرحلة الطفولة المبكرة، كما عملت كمساعد باحث بالعمل المنوي للاستفادة القصوى للطفل (1973). كما درست حالات اساءة معاملة الأطفال في مستشفى هافن ييل الجديدة، وتطوعت في مؤسسة نيو هافن للخدمات القانونية لتقديم المشورة القانونية للفقراء مجانًا. وفي صيف عام 1970، مُنحت للعمل بمشروع بحث واشنطن ماريان إيدلمان حيث تم تعيينها للعمل باللجنة الفرعية لشئون الهجرة لدى السناتور والتر مونديل. وهناك أجرت أبحاثا تخص مشاكل العمال المهاجرين في مجالات الإسكان والصرف الصحي والصحة والتعليم. وأصبحت إدلمان بعد ذلك معلمة كبيرة. وتم تعيين رودهام للعمل كمستشار سياسي وذلك عن طريق آن وكسلر لتعمل في حملة كونيتيكت لمرشح مجلس الشيوخ الأمريكي جوزيف دافي عام 1970، وبذلك قدم وكسلر لها أول وظيفة سياسية.
وفي أواخر ربيع عام 1971، بدأت هيلاري في مواعدة بيل كلينتون الطالب بكلية ييل للحقوق. وفي صيف ذلك العام، تدربت في شركة أوكلاند (كاليفورنيا) للقانون تحديدا بمكتب محاماة تريهافت، ووكر، وبورنستن. الشركة كانت معروفة بدعمها للحقوق الدستورية، والحريات المدنية، والأسباب المتطرفة (حيث يوجد اثنان من الأعضاء الأربعة ينتمون للحزب الشيوعي الحالي أو السابق)، وعملت رودهام في قضايا حضانة الأطفال وغيرها من القضايا. ألغى كلينتون خططه الصيفية من أجل البقاء مع هيلاري في كاليفورنيا، وواصل الرفيقان العيش معا في نيوهافن عندما عادا إلى كلية الحقوق. وفي الصيف التالي أي في عام 1972، انضم كلينتون وهيلاري للحملة الانتخابية غير الناجحة للمرشح جورج ماكجفرن بولاية تكساس. وقد حصلت على درجة الدكتوراه من جامعة ييل للقانون في عام 1973,30 ولكنها مكثت سنة إضافية لتكون برفقة كلينتون. وقد بادرها كلينتون بعرض الزواج عليها في السنة التالية لتخرجها ولكنها رفضت في بداية الأمر مبررة بعدم تأكدها من رغبتها في ربط مستقبلها به.
وبدأت رودهام بعد ذلك في عامها الأول بالدراسات العليا حيث ركزت على الأطفال والطب بمركز ييل لدراسة الطفل. وكانت أول مقالاتها العلمية بعنوان «الأطفال طبقا للقانون» التي نشرت بمجلة هارفارد للتربية في أواخر عام 1973. وقد ناقشت فيها حقوق الطفل، وأن المواطنين الأطفال هم أفراد ضعفاء  وذكرت أنه يجب استبدال نظرية أن الأطفال غير أكفاء حتى يبلغوا السن القانونية بأنهم أكفّاء إلى أن يثبت العكس. وقد أصبح هذا المقال مرجعًا يُرجع إليه في هذه الحالات.

## زواجها وتكوين أسرة وامتهانها القانون ونيلها لقب سيدة أركنسو الأولى

### من الساحل الشرقي إلى أركنساس
خلال فترة الدراسات العليا، عملت رودهام كمحام لموظفي صندوق الدفاع عن الأطفال المؤسس حديثا بكامبريدج (ماساتشوستس)، وكما عملت كمستشارًا لمجلس كارينجي للأطفال. وفي عام 1974، كانت هيلاري عضوًا في لجنة التحقيق بواشنطن والتي عملت على تقديم النصيحة للجنة مجلس النواب بالسلطة القضائية في فضيحة ووترجيت. وبتوجيه من الرئيس المستشار جون دوور، والعضو البارز برنار نوسباوم، فقد ساعدت رودهام في البحث عن إجراءات الاتهام والخلفية التاريخية ومعايير المساءلة. وتُوج عمل اللجنة باستقالة الرئيس ريتشارد نيكسون في أغسطس 1974.
وبحلول ذلك الوقت، كان يُنظر لرودهام على أنها امرأة ذات مستقبل سياسي مُشرق: فقد انتقل المستشار السياسي والديموقراطي بيتسي رايت من تكساس إلى واشنطن لمساعدتها في توجيه حياتها المهنية  وكانت لرايت نظرة خاصة تجاه رودهام؛ حيث اعتقد أنها ستصبح عضوًا بمجلس الشيوخ أو ستتولى منصب رئاسي في المستقبل. وخلال تلك الفترة، استمر كلينتون في الإلحاح على رودهام مرارًا وتكرارًا لتقبل عرض زواجه، ولكنها استمرت في المكابرة. وقد اتخذت رودهام قرارًا هامًا بعد فشلها في اختبار واشنطن  ونجاحها في اجتياز اختبار تكساس، فقد كتبت مؤخرًا «قررت أن اترك لقلبي زمام الأمور». وبناءً على ذلك، فقد اتبعت كلينتون في تكساس حيث وجدت أن مستقبلها الوظيفي سيكون أكثر اشراقا. وكان كلينتون في تلك الفترة يعمل كمدرسًا للقانون بالإضافة إلى كونه مرشحًا لمقعد بمجلس النواب الأمريكي. وفي أغسطس عام 1974، انتقلت رودهام إلى فايتفيل بأركنساس حيث أصبحت المرأة الثانية التي تمتهن تدريس القانون بكلية الحقوق، جامعة أركنساس، بفايتفيل. وقد أعطت دروسًا في القانون الجنائي وتميزت بالصرامة والجدية، وكانت أول من يشغل منصب مدير العيادة القانونية بالكلية. ولكنها لا تزال تخفي شكوكها حول الزواج، فما يشغل بالها هو أنه سيتم النظر إلى انجازاتها في ضوء انجازات زوجها وبالتالي ستفقد الهوية المنفصلة لحياتها المهنية.

### السنوات الأولى بأركنساس
وافقت هيلاري أخيرًا على الزواج، وابتاع كلينتون منزلا في مدينة فايتفيل في صيف عام 1975. وقد أقيم حفل زفافهما يوم الحادي عشر من أكتوبر لعام 1975 في غرفة المعيشة الخاصة بهم. وأشارت جريدة أركنساس في حديثها عن الزواج إلى رغبة هيلاري في الاحتفاظ باسم هيلاري رودهام. وكان الدافع وراء ذلك هو الإبقاء على انفصال الحياة المهنية للزوجين عن بعضهما البعض حتى لا يرتبط نجاح أحدهما باسم الآخر وقد أخبرت صديقة لها ذات مرة بأن تلك الخطوة جعلتها تشعر بكيانها. وقد أصاب هذا القرار والدتيهما بالاستياء. وفي عام 1974، خسر بيل كلينتون سباق الكونغرس ولكن في نوفمبر لعام 1976 انتُخب ليكون النائب العام لولاية أركنساس فانتقل الزوجان لعاصمة الولاية ليتل روك. وفي فبراير 1977، انضمت رودهام لشركة روز للمحاماة معقل النفوذ السياسي والاقتصادي بأركنساس. وقد تخصصت رودهام في قضايا انتهاك براءة الاختراع وقانون الملكية الفكرية، كما أنها عملت من أجل المصلحة العامة وقضايا الطفل، ونادرًا ما ترافعت في المحاكم.
أبقت رودهام على اهتمامها بسياسة قانون الطفل والأسرة عن طريق نشر المقالات العلمية تحت عنوان «سياسة الأطفال: التخلي والإهمال» و«حقوق الطفل: وجهة نظر قانونية» في عامي 1977 و1979 على الترتيب79. كما أنها واصلت تمسكها بأن الأهلية القانونية للطفل تتوقف على عمره وبعض الظروف الأخرى، وأنه لا يحق التدخل القضائي إلا في بعض القضايا الخطيرة. وقد صرح رئيس جمعية المحاميين الأمريكية بأن أهمية مقالاتها لم تكمن في كونها جديدة فقط بل لأنها ساعدت على تجانس بعض الأشياء. وقد وصفها المؤرخ غاري ويلز في وقت لاحق بأنها «واحدة من أهم الباحثات الناشطات خلال العقدين الماضيين»  بينما قال بعض أعضاء الأحزاب المحافظة أن تلك النظريات ستعمل على سحب السلطة التقليدية من الآباء عن طريق السماح للأبناء برفع دعاوى تافهة ضد آباءهم  وأنها ستشكل حرجًا قانونيا يعيث في الأرض فسادا.
وفي عام 1977، شاركت رودهام في تأسيس «محامون أركنساس عن الأطفال والأسر» وهو تحالف على مستوى الدولة مع صندوق الدفاع عن الأطفال. وفي وقت لاحق من العام نفسه، قام الرئيس جيمي كارتر (الذي سبق وأن كانت رودهام هي مدير حملته الميدانية في ولاية انديانا بعام 1976)  بتعيين رودهام بمجلس إدارة شركة الخدمات القانونية  وعملت في هذا المنصب منذ عام 1978 وحتى نهاية عام 1981. وقد شغلت رودهام منصب رئاسة هذا المجلس كأول امرأة تشغل منصب كهذا في الفترة منذ منتصف عام 1978 وحتى منتصف عام 1980. وخلال توليها لرئاسة المجلس، تم زيادة نسبة تمويل الشركة فارتفعت من 90 مليون دولار إلى 300 مليون دولار، وبذلك تكون قد نجحت في التصدي لمحاولات الرئيس رونالد ريغان للحد من التمويل وتغيير طبيعة المنظمة.
وبعد انتخاب زوجها كحاكم لولاية أركنسو في نوفمبر 1978، أصبحت رودهام السيدة الأولى لولاية أركنساس في يناير عام 1979 وهو اللقب الذي صاحبها لمدة 12 عام. حيث وفرت الأموال الفيدرالية وقامت بتوسعة المرافق الطبية في المناطق الأكثر فقرًا بالولاية دون التأثير على أجور الأطباء.
وفي عام 1979، أصبحت رودهام أول مرأة تحظى بلقب الشريك الكامل لشركة روز القانونية. وقد تقاضت رودهام أجرًا كبيرًا يفوق أجر زوجها في الفترة منذ عام 1978 وحتى توليه رئاسة البيت الأبيض. وفي الفترة منذ عام 1978 وحتى 1979، وبينما كان يبحث الزوجان عن طريقة لزيادة أجورهم، تشاركت رودهام في العقود الآجلة للماشية، وقد نتج عن تلك الاستثمارات ما يقرب من مئة ألف دولار بعد عشرة أشهر من العمل. وقد بدأ الزوجان أيضا مشروعهم غير المحظوظ عن طريق استثماراهم في المشروع العقاري لشركة تطوير وايت ووتر برفقة جيم وسوزان ماكدوجال في هذا الوقت. وقد مثل كلا منهما موضع خلاف خلال فترة التسعينيات.
وفي السابع والعشرين من فبراير لعام 1980، وضعت رودهام مولدتهما تشيلسي كلينتون. وفي الثاني من نوفمبر للعام ذاته، هُزم كلينتون في حملته الهادفة لإعادة انتخابه.

### السنوات الأخيرة بأركنساس
عاد بيل كلينتون إلى مكتب المحافظ بعد ذلك بعامين بعد فوزه في انتخابات عام 1982. وقد شرعت رودهام في استخدام اسم «هيلاري كلينتون» خلال فترة الحملة الانتخابية لزوجها بل أحيانّا كانت تـُدعى «السيدة بيل كلينتون» لتهدئة مخاوف ناخبين أركنساس، كما قامت بأخذ إجازة من شركة روز للتفرغ الكامل لحملة زوجها. ولكونها سيدة أركنساس الأولى فقد قامت بتدوين ملاحظة بشأن اسمها. وقد أطلق عليها لقب رئيس لجنة المعايير التعليمية بأركنساس عام 1983، حيث كانت تسعى لإصلاح النظام العام للتعليم المقرر من محكمة الولاية. وفي واحدة من أهم المبادرات الحكومية لكلينتون، خاضت معركة طويلة ناجحة ضد جمعية أركنساس للتعليم لوضع معايير إلزامية لاختبار المُعلم وشئون المناهج وحجم الفصول الدراسية. وتعد هذه الخـُطوة بداية تقديمها للسياسة وبذل جهد واضح من أجل الصالح العام. وفي عام 1985، قدمت هيلاري برنامج التعليمات الرئيسي لأطفال ما قبل المدرسة، وهو البرنامج الذي يساعد الآباء للعمل مع أطفالهم للاستعداد لمرحلة ما قبل المدرسة ومحو الأمية. وقد حظيت بلقب امرأة العام بأركنساس في عام 1983 وكذلك الأم المثالية بعام 1984.
وقد مارست كلينتون مهام المحاماة مع شركة روز أثناء تمتعها بلقب سيدة أركنساس الأولى وقد تقاضت أجرًا أقل من الشركاء الآخرين نظرًا لكونها تعمل عدد أقل من الساعات،  وقد بلغ أجرها 200,000 دولار في السنة النهائية لها مع الشركة 107. وقد اعتبرتها الشركة «صانعة المعجزات» نظرًا لجلبها العملاء اعتمادًا على تأثيرها وعلاقاتها المتسعة. كما أنها تميزت بالإتقان في تعيين قضاة الولاية. وقد اتهم خصم بيل كلينتون في حملته إعادة انتخابه عام 1986 عائلة كلينتون بتضارب المصالح عن طريق شركة روز، ولكن عائلة كلينتون دافعت عن الاتهام قائلين أن الرسوم الأميرية للشركة قد قـُسمت قبل حساب الأرباح.
وفي الفترة منذ عام 1982 وحتى عام 1988، ترأست كلينتون مجلس إدارة مؤسسة «نيوو وورلد» أو عالم جديد، تلك المؤسسة التي مولت مصالح مجموعات اليسار الجديد المتنوعة. وفي الفترة منذ عام 1987 وحتى عام 1991، شغلت هيلاري منصب رئيس لجنة نقابة المحاميين الأمريكية كأول امرأة ترأس هذا المنصب في تاريخ المهنة، وقد تم تأسيس هذه اللجنة لمعالجة التحيز ضد المرأة في مهنة المحاماة ولحث الجمعية على اعتماد تدابير لمكافحة هذه الظاهرة. وقد اختيرت هيلاري ضمن قائمة المحامين الأكثر تأثيرًا في أمريكا مرتين وفقــًا لجريدة القانون الوطني، وذلك في عامي 1988 و1991. وعندما فكّر بيل كلينتون في عدم خوض انتخابات أخرى والابتعاد عن المنصب الحكومي عام 1990، جاءت الاستطلاعات الخاصة بالسلب وتمت إعادة انتخابه للمرة الأخيرة.
عملت كلينتون في مجالس إدارة الخدمات القانونية لمستشفى أركنساس للطفولة منذ عام 1988 وحتى عام 1992، كما عملت كرئيسًا لصندوق الدفاع عن الأطفال في الفترة منذ عام 1986 وحتى عام 1992. هذا بالإضافة إلى مواقفها مع المنظمات غير المربحة، كما أنها شغلت مناصب في إدارات العديد من الشركات أمثال شركة «أفضل زبادي في البلدة» في الفترة من 1985 وحتى 1992،  ووول مارت ستورز في الفترة من 1986 وحتى 1992، وشركة لافارج في الفترة منذ عام 1990 وحتى عام 1992. وكانت شركتي «أفضل زبادي في البلدة» و«وول مارت ستورز» من عملاء شركة روز للمحاماة. وكانت كلينتون أول امرأة عاملة بشركة وول مارت وقد عُينت بعد ضغوط متتالية على رئيس مجلس الإدارة سام والتون لإسناد العمل لامرأة. وقد نجحت في دفع الشركة لتبني المزيد من الممارسات الصديقة للبيئة ولكنها لم تنجح في إقناعهم بزيادة عدد السيدات العاملات بإدارة الشركة ولم تشارك في الفاعليات الشهيرة لاتحاد مناهضة العمال بالشركة.

### حملة الانتخابات الرئاسية لبيل كلينتون عام 1992
تمتعت هيلاري كلينتون باهتماما وطنيا لأول مرة عندما أصبح زوجها مرشحا للفوز بترشيح الحزب الديموقراطي عام 1992. وقد نشرت بعض الصحف أخبارًا حول علاقة بيل كلينتون مع مغنية أركنساس جينيفر فلاورز في إطار علاقة خارج نطاق الزوجية، وذلك قبل الانتخابات التمهيدية بنيو هامبشاير. وردًا على ذلك، ظهر كلينتون بصحبة زوجته في برنامج 60 دقيقة لتوضيح الأمر ونفى الأمر برمته ولكنه اعترف أن زواجهما تأثر بالخبر. وقد تسبب ذلك الظهور المشترك في إنقاذ حملته الانتخابية. وقد أدلت هيلاري كلينتون بتصريحات مهينة ثقافيًا حول آراء المطربة تيمي واينت التي زجت بها في أغنيتها الكلاسيكية «قفي بجوار زوجك»، ولاحقا صرحت بأنها فضلت ممارسة حياتها المهنية فضلا عن البقاء في المنزل مثل بقية النساء وصنع الخبز والكعك واحتساء الشاي. وقد قوبلت هذه التصريحات بنقد لاذع وخاصة من المعارضين ومن ربات المنزل. وقد صرّح بيل كلينتون أن بانتخابه ستتمتع الأمة بمجهودات مزدوجة مشيرًا إلى الدور البارز الذي تلعبه زوجته. وقد بدأت سلسلة النقد من المعارضين للسجل الفكري والأخلاقي الخاص بهيلاري كلينتون منذ نشر دانيال ووتنبيرج لمقال في أغسطس 1992 بعنوان «السيدة ماكبث سيدة ليتل روك». وقد تم نشر ما لا يقل عن عشرين مقال في جرائد مرموقة لعقد أوجه المقارنة بين هيلاري والسيدة ماكبث.

## سيدة الولايات المتحدة الأولى

### دور السيدة الأولى
عندما تولى بيل كلينتون منصب الرئيس في يناير كانون الثاني عام 1993، أصبحت هيلاري رودهام كلينتون السيدة الأولى في الولايات المتحدة، وأكد السكرتير الخاص بها على استخدامها لهذا اللقب. كانت أول سيدة أولى حاصلة على دبلوم الدراسات العليا وتمارس حياتها المهنية الخاصة حتى وقت دخوله البيت الأبيض. وكانت أيضا أول من حصل على مكتب في الجناح الغربي من البيت الأبيض بالإضافة إلى مكاتب السيدة الأولى المعتادة في الجناح الشرقي. كما أنها ساهمت في التدقيق في التعيينات الإدارية وساهمت اختياراتها في شغل 11 منصبًا من المناصب العليا وآخرين في مناصب مختلفة. وتعتبر كلينتون الزوجة الأكثر تمكينًا في تاريخ الولايات المتحدة بعد إليانور روزفلت.
ودعا بعض النقاد أنه من غير المناسب للسيدة الأولى للعب دور مركزي في مسائل السياسة العامة. ولكن أنصارها أشاروا إلى أن دور كلينتون في السياسة لا يختلف عن ذلك الدور الذي يلعبه مستشاري البيت الأبيض الآخرين وأن الناخبين كانوا مدركين جيدا أنها ستلعب دورا نشطا أثناء فترة رئاسة زوجها. ودفعت الجملة التي قيلت في حملة كلينتون الرئاسية «أنهم سيحصلون على خدمات اثنين مقابل انتخاب شخص واحد» بعض المعارضون إلى التهكم على كلينتون ونعتهم بــ «الرئيسين». وكانت الضغوط حول دور السيدة الأولى ومهامها كافية لإدخالها في نقاشات وهمية مع الناشطة السياسية إليانور روزفلت. ومنذ قدومها لواشنطن فقد وجدت ملجأ في منظمة فيلوشيب المسيحية التي جمعت كثير من زوجات الشخصيات المحافظة في واشنطن. وانطلاقا من وفاة والدها في إبريل عام 1993، فقد سعت علنا لإيجاد توليفة من التعاليم الميثودية، وليبرالية الفلسفة السياسية الدينية، و«سياسة المعنى» لصاحبه مايكل ليرنر محرر جريدة تيكون وذلك للتغلب على ما رأته من مرض الروح الأمريكية والذي من شأنه أن يؤدي إلى إعادة صياغة وتشكيل المجتمع من خلال إعادة تعريف معنى أن تكون إنسانا في القرن العشرين، والانتقال إلى الألفية الجديدة. وركزت فئات أخرى من الجمهور على مظهرها، الذي تطور على مر الزمن من الإهمال إلى مواكبة أحدث الصيحات خلال تواجدها في ولاية أركنساس، وقد تم تكريس موقع دولي واسع الانتشار لتحليل وعرض الإطلالات المختلفة وتسريحات شعر السيدة الأولى، وظهورها على غلاف مجلة فوغ عام 1998.

### وايت ووتر والتحقيقات الأخرى
كانت السيدة الأولى محور التحقيقات لدى مكتب الولايات المتحدة الاستشاري المستقل United States Office of the Independent Counsel، ولجان الكونغرس الأمريكي، والصحافة. كانت مناظرة وايت ووتر فضيحة وايت ووتر محط انتباه الإعلام منذ أن نشرت صحيفة نيويورك تايمز نيويورك تايمز مقالة خلال الحملة الرئاسية عام 1992  وخلال فترة كونها السيدة الأولى. خسر آل كلينتون ما استثمروه أواخر السبعينيات في مؤسسة وايت ووتر للتطوير، في الوقت نفسه قام شركاؤهما جيم وسوزان ماكدوجال بتأسيس ماديسون جارانتي Madison Guaranty وهى شركة ادخار وإقراض تحفظ الخدمات القانونية لمؤسسة روز لو القانونية  وربما كانت تدعم الخسارات المالية لوايت ووتر بشكل غير لائق. فشلت ماديسون جارانتي فيما بعد، وتم التحقيق بدقة في أعمال كلينتون في روز بسبب احتمالية تضارب المصالح لتمثيل البنك أمام منظمي الدولة الذين عينهم زوجها. قالت هيلاري إنها قامت ببعض الأعمال البسيطة للبنك. قام المستشاريان المستقلان روبيرت فيسك وكينيث ستار بطلب سجلات الفواتير القانونية لكلينتون، فقالت هيلاري إنها لا تعرف مكانها. وجدت السجلات القانونية في مكتبة السيدة الأولى بالبيت الابيض بعد عامين من البحث، واستلمها المحققين ليحققوا فيها في أوائل 1996. أشعل اهتماما شديدا وبدأ تحقيقا جديدا بشأن كيفية ظهورها وأين كانت. ارجع موظفو كلينتون السبب إلى التغييرات المستمرة في مناطق التخزين بالبيت الأبيض منذ الانتقال من منزل الحاكم بأركانساس. في السادس والعشرين من يناير 1996 صارت كلينتون أول سيدة أولى يتم استدعاؤها للشهادة امام هيئة المحلفين الفيدرالية Federal grand jury. بعد أن تشاور العديد من المستشارين المستقلين، صدر تقريرا في عام 2000 ونص على عدم وجود أدلة تثبت تورط كلينتون في أعمال إجرامية.
تم التدقيق في قرارات الفصل التي تمت في مايو 1993 بين موظفي مكتب السفر الخاص بالبيت الأبيض فيما عرف بحادثة "ترافيلغيت" وبدأت بتهم موجهه إلى البيت الأبيض تنص على حدوث مخالفات مالية دقيقة في مكتب السفر بحجة تعيين أصدقاء من أركانساس بدلا من طاقم العمل. في 1996 تم اكتشاف مذكرة عمرها عامين خاصة بالبيت الأبيض أدت إلى تركيز التحقيقات على ما إذا كانت هيلاي كلينتون دبرت قرارات الفصل وعلى ما إذا كانت تصريحاتها إلى المحققين بهذا الشأن صحيحة أم لا. أصدر المجلس الاستشاري عام 2000 تقريره النهائي الذي أقر أنها متورطة في قرارات الفصل، وأن تصريحاتها كانت خاطئة، لكن لا يوجد أدلة كافية تثبت علمها بكذب تلك التصريحات، أو علمها أن افعالها قد ستؤدي غلى الفصل، بالتالي لم يتم رفع دعوى قضائية عليها.
أعقب ذلك انتحار نائب البيت الأبيض فينس فوستر في يوليو 1993, قالت بعض الادعاءات أن هيلاري كلينتون أمرت بإزالة الملفات التي قد تسبب ضررا (الملفات المتعلقة بوايت ووتر أو مسائل أخرى) من مكتب فوستر ليلة وفاته. حقق المستشار المستقل كينيث ستار في هذا الامر وبحلول عام 1999 أمر ستار بترك التحقيق جاريا رغم ان معاونيه أخبروه أنه لا يوجد حتى قضية من الاساس. عندما أصدر روبرت راى خليفة ستار التقارير النهائية بشان وايت ووتر عام 2000 لم توجه أي تهم إلى هيلاري كلينتون بصدد هذا الأمر.
تشعبت تحقيقات حادثة ترافيل جايت عام 1996 بسبب اكتشاف وصول البيت الابيض بصورة غير مصرح بها إلى ملفات المئات من العملاء الفيدراليين عن الموظفين السابقين في البيت الابيض، فيما عرف بحادثة filegate «فايل جايت». وجهت اتهامات إلى هيلاري كلينتون تفيد انها طلبت تلك الملفات، وأنها رشحت توظيف شخص غير مؤهل لتولي مكتب أمن البيت الأبيض. أورد التقرير النهائي للمجلس الاستشاري المستقل عام 2000 عدم وجود أدلة أساسية أو موثوقة تثبت تورط هيلاري كلينتون في المسألة باي شكل كان.
في مارس 1994 كشفت تقارير صحفية ارباحها الخرافية من تجارة الماشية cattle futures controversy ما بين 1978 و1979. ظهرت ادعاءات بسبب ضغوطات تضارب المصالح والرشاوى المخفية. وقد حلل العديد من الأشخاص سجلاتها التجارية لكن دون تحقيقات رشمية ولم يتم مقاضاتها بسبب اية أعمال خاطئة.

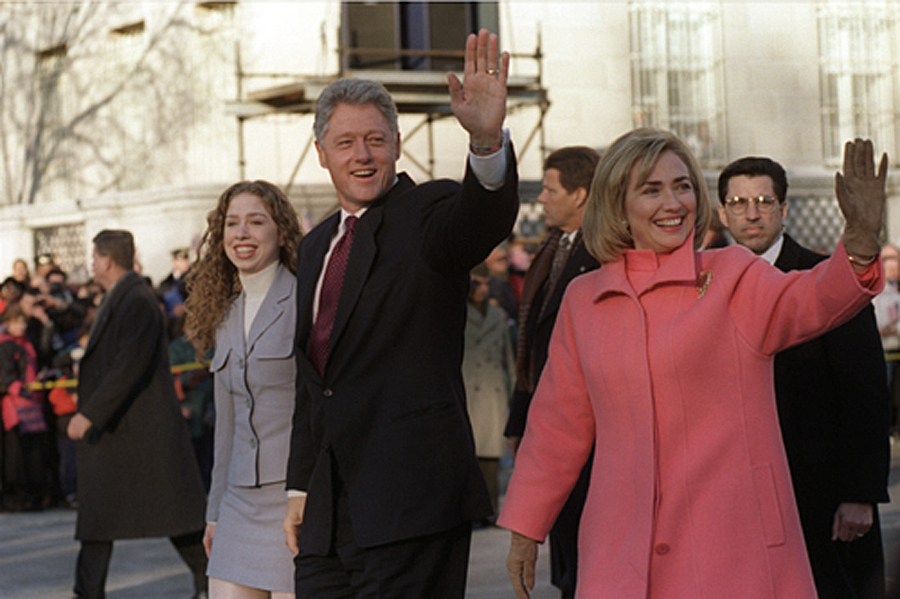
عائلة كلينتون تحتفل ببدء فترة بي كلينتون الثانية في المنصب، ويسيرون في شارع بينسلفانيا أفينو المخصص للمواكب.

### الرد على فضيحة لي وينسكي
في عام 1998 صارت علاقة آل كلينتون محور الحديث عندما كشفت التحقيقات أن الرئيس على علاقة غرامية بمونيكا لي وينسكي موظفة البيت الأبيض. أدت الاحداث التي أحاطت بفضيحة مونيكا في النهاية إلى إقالة بيل كلينتون من طرف مجلس النواب. عندما ظهرت تلك الادعاءات للعلن ضد زوجها في البداية، صرحت هيلاري كلينتون أن ما حدث كان نتاج مؤامرة كبيرة من التيار اليميني  واصفة اتهامات لي وينسكي بأنها الأخيرة في سلسلة الاتهامات الطويلة والمنظمة التي تعاون فيها أعداء بيل كلينتون السياسيون  ولم يكن ذلك نتاج أخطاء زوجها. لاحقا قالت أنها خدعت بادعاءات زوجها الأولية حين صرح بعدم وجود علاقة. بعد ظهور أدلة دامغة على لقاءات الرئيس كلينتون بلي وينسكي، أصدرت هيلاري تصريحا عاما تؤكد فيه التزامها تجاه زواجها، لكن في الحقيقة كانت غاضبة منه وكانت مترددة بشأن الحفاظ على الزواج. لاحظ موظفو البيت الأبيض توترا واضحا بين الزوجين خلال تلك الفترة.
اختلفت ردود الفعل لدى الرأي العام: أعجبت بعض النساء بقوتها واتزانها عندما ظهرت مشاكلها الشخصية للعلن، والبعض تعاطف معها لكونها ضحية سلوك زوجها المشين، والبعض انتقدها أنها السبب في تصرفات زوجها الطائشة، بينما اتهمها أخرون بسخرية أنها تحافظ على زواج فاشل كي تحتفظ أو تعزز نفوذها السياسية. ارتفعت شعبيتها إلى سبعين في المائة في أعقاب ذلك الحادث وهي نسبة لم تحدث من قبل قط. في مذكراتها عام 2003 ارجعت سبب حفاظها على الزواج إلى الحب الذي دام عقودا، وأضافت: "لا أحد يفهمني أو يجعلني أضحك أفضل من بيل" حتى بعد كل تلك الأعوام لا يزال هو أكثر الأشخاص إمتاعا ونشاطا وحيوية".
تسببت تلك المسائل المحيطة بلي وينسكي في مشاكل قانونية كبيرة لبيل. في 2014 صرحت هيلاري كلينتون أنها وبيل قد غادرا البيت الأبيض «ليسا فقط مفلسان بل أيضا مدينان». ربما كانت العبارة صحيحة لكنها تجاهلت المبالغ الهائلة التي يتقاضاها الرئيس حين يترك مكتب الرئاسة كما تتجاهل قدرة الزوجين على تأمين القروض البنكية.

### واجبات تقليدية
أسست هيلاري كلينتون برنامج انقاذ كنوز أمريكا Save America's Treasures وهو برنامج يقوم على الجهود الوطنية لحفظ واستعادة الرموز والمواقع الأثرية بما فيها العلم الذي أوحى بالنشيد الوطني الأمريكي والموقع التاريخي للسيدات الأوائل (أي زوجات الرؤساء) في كانتون بأوهايو. كما رأست المجلس الألفي للبيت الأبيض  واستضافت أمسيات الألفية  وهي مجموعة محاضرات تناقش الدراسات المستقبلية، وتم بث إحداها على شبكة الإنترنت لأول مرة مباشرة من البيت الأبيض. أسست هيلاري كلينتون أول حديقة منحوتات في البيت الابيض في حديقة جاكلين كينيدي، وتم عرض مجموعة كبيرة من المنحوتات الفنية الأمريكية المعاصرة التي استعيرت من المتاحف.
وضعت هيلاري في البيت الأبيض أعمالا فنية يدوية معاصرة تبرع بها فنانون أمريكيون، مثل: الأعمال الخزفية والزجاجية. وتم عرضها بطريقة دوارة في جناح ضخم بالبيت الأبيض. أشرفت على تجديد الغرفة الزرقاء لتكون موثقة تاريخيا لفترة جيمس مونرو  وغرفة الخرائط لتبدو كما كانت في فترة الحرب العالمية الثانية. عملت مع كاكي هوكر سميث مسؤول التصميم الداخلي لمنزل أركانساس لمدة ثمانية أعوام، أشرفت خلالها على عمليات تجديد مكثفة وبتمويل خاص في المبنى ليبدو أكثر إشراقا. وشملت تلك العمليات تغيير مظهر غرفة الميثاق Treaty Room وهي غرفة مكتبة رئاسية تعود للقرن التاسع عشر  أثارت التجديدات بشكل عام بعض الانتقادات أكثرها كان مفروشات العصر الفيكتوري في غ رفة جلوس الرئيس لنكن. استضافت هيلاري العديد من الأحداث عالية المستوى في البيت الأبيض مثل: يوم القديس باتريك، وعشاء رسميا لكبار شخصيات الصين، وحفلة للموسيقى المعاصرة لجمع تبرعات لتعليم الموسيقى في المدارس العامة، واحتفالية ليلة راس السنة للقرن الحادي والعشرين، وعشاء رسميا لتكريم الذكرى المئوية الثانية للبيت الأبيض في نوفمبر 2000.

## انتخابات مجلس الشيوخ الأمريكي عام 2000
عندما أعلن السيناتور دانييل باتريك موينيهان ذو الباع الطويل في مجلس الشيوخ أعلن تقاعده في نوفمبر 1998 قام العديد من الرموز الديمقراطية البارزة من ضمنهم نائب نيويورك تشارلز ب رانجلز بحث هيلاري كلينتون على السعي خلف مقعد موينيهان في انتخابات مجلس الشيوخ لعام 2000. بمجرد موافقتها اشتري الزوجين كلينتون بيتا في تشاباكوا بشمال نيويورك في سبتمبر 1999. أصبحت أول سيدة أولي للولايات المتحدة يتم ترشيحها في انتخابات سياسية. في البداية توقعت أن تواجه رودي جيولياني عمدة نيويورك بصفته خصمها الجمهوري في الانتخابات، لكنه انسحب من السباق في مايو 2000 بعد تشخيص إصابته بسرطان البروستات واكتشاف الأمور المتعلقة بزواجه الفاشل. واجهت كلينتون بدلا عنه ريك لازيو عضو مجلس النواب الجمهوري الذي يمثل منطقة الكونغرس الثانية بنيويورك. خلال الحملة اتهم المنافسون كلينتون أنها تتدخل بجهالة دون وجه حق فهي لم تقيم في نيويورك من قبل ولم تشارك في سياسات الدولة قبل انتخابات مجلس الشيوخ لعام 2000.
بدأت كلينتون حملتها بزيارة كل مقاطعة في الولاية في جولة استماعيه مكونة من مجموعات صغيرة. كرست وقتا معقولا لمناطق شمال نيويورك ذات التيار الجمهوري. تعهدت كلينتون بتحسين الموقف الاقتثادي في تلك المناطق ووعدت بتوفير 200 الف فرصة عمل خلال فترة عملها. تضمنت خطتها اعفاءات ضريبية مكافأة على توفير فرص عمل وتشجيعا للاستثمار، خاصة في مجال التكنولوجيا المتقدمة. دعت إلى تخفيضات ضريبية من أجل التعليم الجامعي والمتابعة على المدى الطويل.
جذبت المنافسة انتباها قوميا. أخطأ لازيو بحماقة خلال مناظرة في سبتمبر عندما بدا أنه اقتحم المساحة الشخصية لكلينتون محاولة منه لجعلها توقع اتفاقية لجمع تمويل. تكلفت حملات كلينتون ولازيو وجهود جيوليان الأولية مبلغا قدره تسهين مليون دولار. فازت كلينتون بالانتخابات في السابع من نوفمبر 2000 بنسبة 55 % من الأصوات فيما حصل لازيو على 43 %. وحلفت اليمين بصفتها سيناتور في مجلس الشيوخ الأمريكي في الثالث من يناير 2001, مما جعلها أول سيدة أولى (و الوحيدة حتى الآن) تشارك في انتخابات سياسية.

## سيناتور للولايات المتحدة

### الفترة الأولى
حال دخولها مجلس الشيوخ حرصت كلينتون على عدم إثارة جلبة ووطدت علاقتها بالأعضاء من كلا الحزبين. وعقدت تحالفات مع الأعضاء ذوي الميول الدينية بأن أصبحت مشاركة أساسية في صلاة الفطور في المجلس. خدمت كلينتون في خمس لجان تابعة للمجلس وهي: لجنة عن الميزانية (2001-2002) ، لجنة عن الخدمات المسلحة (2003-2009)  ولجنة عن البيئة والأعمال العامة (2001-2009)  ولجنة عن الصحة والتعليم والعمل والمعاشات (2001-2009)  ولجنة خاصة عن الشيخوخة. كما كانت أيضا عضوة في بعثة الأمن والتعاون في أوروبا  (2001-2009).
عقب هجمات الحادي عشر من سبتمبر سعت كلينتون لجمع تمويل من اجل الإصلاحات في مدينة نيويورك ولتحسين الأمن في ولايتها. عملت مع سيناتور نيويروك تشارلز سكامر لتوفير 21 مليون دولار لتطوير موقع برج التجارة العالمي. وبالتبعية تولت دورا قياديا للتحقيق في المشكلات الصحية الناتجة جراء الانفجار والاعتناء بالمصابين. صوتت كلينتون بالموافقة على القانون الوطني الأمريكي لمكافحة حادث 2001 الإرهابي USA Patriot Act في أكتوبر 2001. في عام 2005 عندما خضع القانون للتجديد أعربت عن قلقها حيال إعادة ترخيص القانون الوطني الأمريكي فيما يخص الحريات المدنية، قبل التصويت لصالح تحسين وإعادة ترخيص القانون الوطني الأمريكي لعام 2005 في مارس 2006 وقد حظي بشعبية كبيرة.
دعمت كلينتون بشدة ا لهجوم الأمريكي على أفغانستان عام 2001, وقالت أنها فرصة لمكافحة الإرهاب وتحسين حياة النساء الأفغانيات اللاتي عانين من حكومة طالبان. صوتت كلينتون لصالح قرار حرب العراق في أكتوبر 2002, مما سمح للرئيس جورج دبليو بوش باستخدام القوة العسكرية ضد العراق.
عندما بدأت حرب العراق ذهبت كلينتون إلى العراق وأفغانستان لزيارة فرق الجنود الأمريكية المتمركزة هناك. في زيارة لها إلى العراق في فبراير 2005 أشارت إلى أن التمرد قد فشل في تعطيل الانتخابات الديمقراطية التي عقدت مؤخرا وأن أجزاء من البلاد تسير على ما يرام. ولاحظت أن الحرب تستنفد قوات الجيش الأساسية والاحتياطية، لذلك شاركت في تقديم تشريع جديد لزيادة قوات الجيش الأمريكي الاساسية بنسبة ثمانين الف جندي لتقلي الضغط. في أواخر 2005 قالت كلينتون أن الانسحاب الفوري من العراق قد يكون غلطة بينما كان إصرار بوش على البقاء حتى إنجاز المهمة مضللا حيث أنه ترك دعوة مفتوحة للعراقيين ألا يعتنوا بشئونهم بأنفسهم. تسبب موقفها في نوبة إحباط بين للحزب الديمقراطي الذي فضل الانسحاب السريع. دعمت كلينتون تعزيز وتحسين الخدمات الصحية لجنود الاحتياط والمتضررين من إغلاق العديد من القواعد العسكرية.
صوتت السيناتور كلينتون ضد قراري التخفيض الضريبي للرئيس بوش بشأن " قانون النمو الاقتصادي والإعفاء الضريبي لعام 2001" و"قانون الوظائف والإعفاء الضريبي لعام 2003. صوتت كلينتون ضد تنصيب جون ج روبرتس رئيسا للقضاة في الولايات المتحدة وضد تنصيب صامويل أليتو عضوا بالمحكمة العليا.
في 2005 دعت كلينتون لجنة التجارة الفيدرالية للتحقيق في مشاهد الجنس المخفية التي ظهرت في اللعبة المثيرة للجدل «عملية سرقة ضخمة في سان أندرياس» جي تي أي: سان أندرياس. واشتركت مع السيناتور جو ليبرمان والسيناتور إفان باي في تقديم «قانون حماية ترفيه الأسرة» Family Entertainment Protection Act لحماية الأطفال من المحتويات غير اللائقة الموجودة في ألعاب الفيديو. في عامي 2004 و2006 صوتت كلينتون ضد قانون تعديل الزواج الفيدرالي Federal Marriage Amendment الذي منع زواج المثليين.(عارضت كلينتون زواج المثليين حتى عام 2013.)
سعيا لتأسيس بنية تحتية تقدمية لمواجهة مبدأ التحفظ الأمريكي American Conservatism، لعبت كلينتون دورا مهما في المحادثات التي أدت إلى تأسيس مركز تقدم أمريكا Center for American Progress في عام 2003 الخاص بجون بوديستا رئيس الموظفين السابق لإدارة كلينتون. وتعاونت مع منظمة «مسؤولية وأخلاقيات المدنيين في واشنطن» Citizens for Responsibility and Ethics in Washington التي تأسست في 2003, ونصحت المنظمة الإعلامية الخاصة بغريم كلينتون القديم دايفيد بروك Media Matters for America التي تأسست في 2004. عقب انتخابات مجلس الشيوخ لعام 2004 دفعت بنجاح الرئيس الديمقراطي الجديد لمجلس الشيوخ هاري ريد لتكوين غرفة تسمى «غرفة الحرب» war room لتولي المراسلات السياسة اليومية.

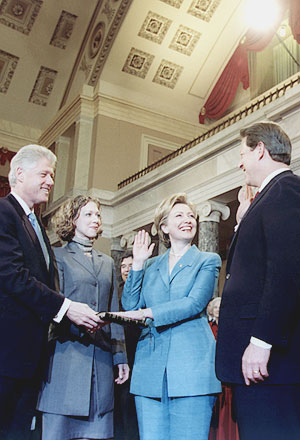
هيلاري كلينتون تحلف اليمين لمنصب السيناتور بين يدي ألبيرت جور نائب الرئيس، في حضور زوجها بيل كلينتون وابنتها تشيلسي بغرفة مجلس الشيوخ القديمة.

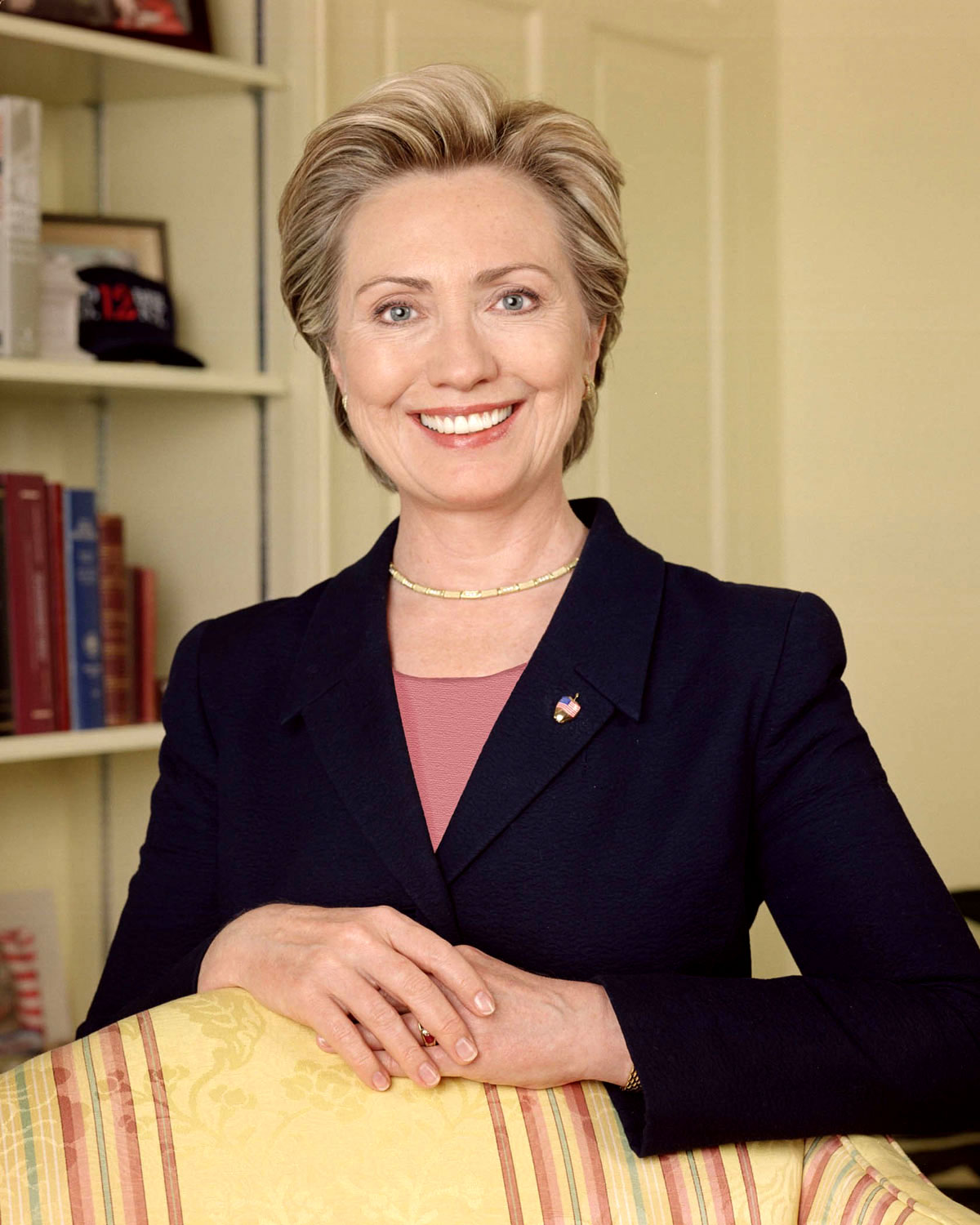
صورة هيلاري كلينتون الرسمية بصفتها سيناتور

### حملة إعادة الانتخاب لعام 2006
في نوفمبر 2004 أعلنت كلينتون أنها ستترشح لفترة ثانية في مجلس الشيوخ، ونالت بسهولة الترشيح الديمقراطي من معارضها الناشط المناهض للحرب جوناثان تاسيني. انسحب المنافس الشرس جينين بيرو المدعي العام لمقاطعة ويستشيستر من المنافسة بعد عدة أشهر من الأداء الفاشل لحملته. أما خصم كلينتون النهائي في الانتخابات العامة كان المرشح الجمهوري جون سبينسر عدمة مدينة يوركرز السابق. فازت كلينتون بالانتخابات في السابع من نوفمبر 2006 بنسبة 67% أمام سبنسر الذي حاز نسبة 31%, مما يجعلها حاصلة على جميع لايات نيويورك الإثنين والستين ماعدا أربعة فقط. تكلفت حملة إعادة ترشيحها 36 مليون دولار وهو أكثر ما تكلفه أي عضو أخر بمجلس الشيوخ في انتخابات 2006. انتقدها بعض الديمقراطيين لانها أنفقت الكثير في منافسة من جانب واحد بينما قلق مساندوها من أنها لم تحتفظ بتمويل كافي لحملة رئاسية محتملة في 2008. في الأشهر التالية قامت بتحويل 10 ملايين دولار من تمويلها بالمجلس لصالح حملتها الرئاسية.

### الفترة الثانية
عارضت كلينتون الزيادة الكبيرة في فرق الجنود في حرب العراق نظرا لأسباب سياسية داخلية كما قال لاحقا وزير الدفاع روبرت جايتس. في مارس من العام نفسه صوتت لصالح قرار حربي يقتضي بأن يسحب الرئيس بوش القوات الأمريكية من العراق قبل موعد محدد وقد وافقها العديد من أعضاء الحزب، لكن بوش رفض هذا التصويت. في مايو ظهر مشروع قانون لتسوية تمويل الحرب يقضي بإلغاء مواعيد الانسحاب لكنه يؤبط التمويل بمعايير تقدم الحكومة العراقية، وقد مر هذا المشروع على مجلس الشيوخ بنتيجة 80 إلى 14 ووقعه بوش، كانت كلينتون ممن عارضوا هذا القانون. استجابت كلينتون للتقرير الذي قدمه السيناتور دايفيد بيتراوس Report to Congress on the Situation في سبتمبر 2007 بشأن الموقف في العراق بأن قالت «أظن أن التقارير التي زودتنا بها تقتضي أن ينسى المرء شكوكه مؤقتا بصورة متعمدة».
في مارس 2007 حثت كلينتون المدعي العام ألبيرتو جونزليس على الاستقالة ردا على مناظرة إقالة المدعين الأمريكيين the dismissal of U.S. attorneys controversy. [258] وفيما يخص لفت الانتباه العام دعت كلينتون لدعم مشروع قانون إصلاح نظام الهجرة الذي تمت مناقشته بكثافة وشدة وعرف باسم «قانون تامين الحدود والفرص الاقتصادية وإصلاح نظام الهجرة لعام 2007» Secure Borders, Economic Opportunity and Immigration Reform Act of 2007, لكن النقاشات لم تحسم بعد.
بينما وصلت الأزمة الاقتصادية ذروتها في عامي 2007 و2008 بسبب أزمة السيولة في سبتمبر 2008, دعمت كلينتون «الحل المقترح لإنقاذ النظام المالي للولايات المتحدة» proposed bailout of United States financial system. وصوتت لصالح قانون ال 700 مليار دولار الذي أنشأ برنامج «حل أزمة الأصول المتعسرة» Troubled Asset Relief Program قائلة إنه يمثل اهتمامات الشعب الأمريكي. صوت مجلس الشيوخ بنسبة 74 إلى 24.

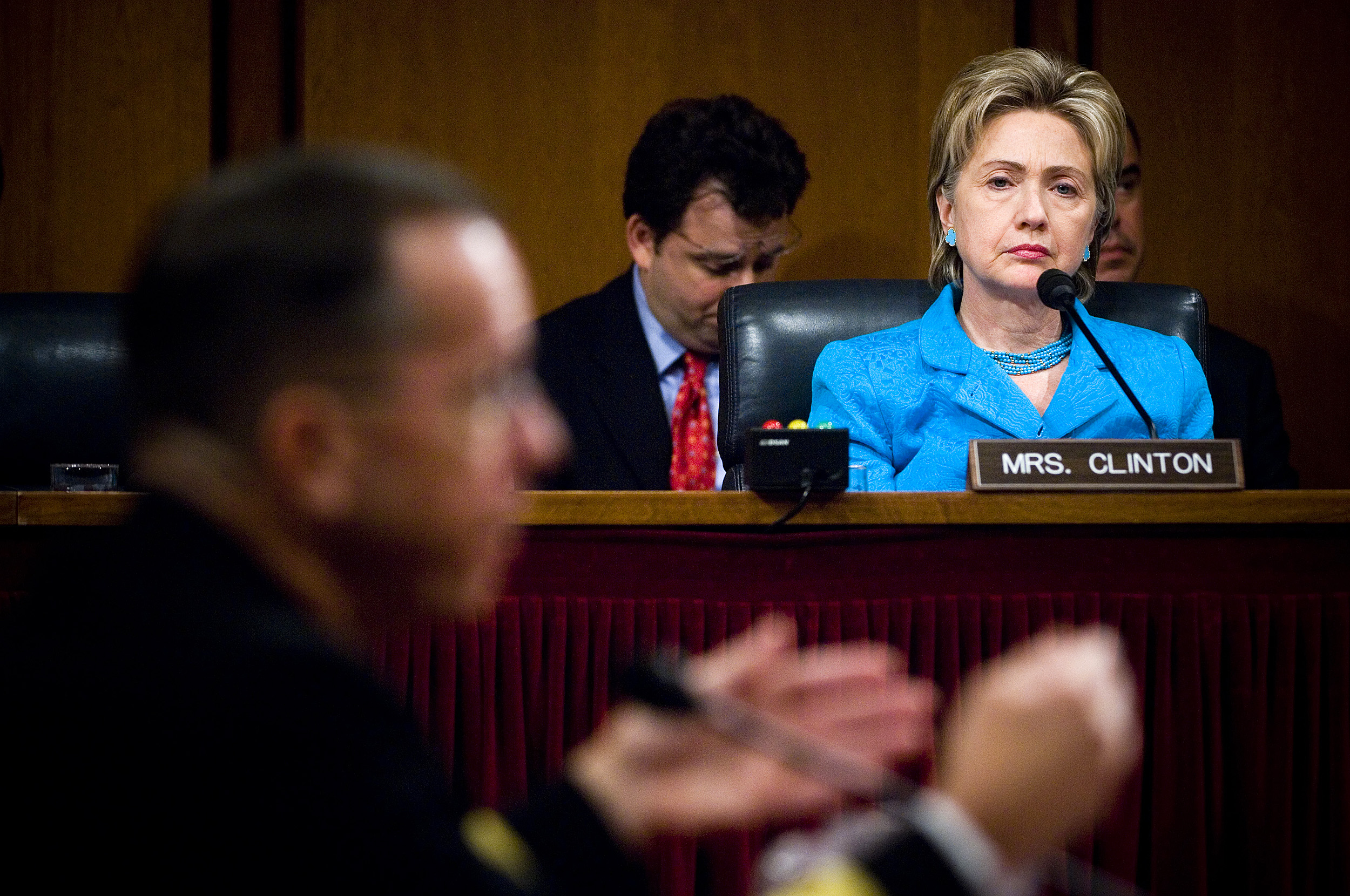
هيلاري كلينتون تستمع لرئيس العمليات البحرية الأدميرال البحري مايك مولين يجيب عن سؤال خلال جلسة الاستماع التأكيدية له لعام 2007 مع لجنة مجلس الشيوخ للخدمات المسلحة.Senate Armed Services Committee

## الحملة الرئاسية في 2008
كانت كلينتون تعد من أجل حملة ترشيح رئاسية محتملة منذ بدايات 2003 على الأقل. في العشرين من يناير 2007 أعلنت عبر موقعها الإلكتروني عن تشكيل لجنة استكشافية رئاسية من أجل انتخابات الولايات المتحدة الرئاسية لعام 2008, وتصرح «سأشارك لأفوز». لم يحدث أبدا أن رشح حزبا أساسيا امرأة لتولي الرئاسية. حينما صار بيل كلينتون رئيسا عام 1993 تأسس نظام الثقة العمياء. في إبريل 2007 حل آل كلينتون نظام الثقة العمياء لتجنب احتمالية ظهور صراعات أخلاقية أو مواقف سياسية محرجة أثناء السباق الرئاسي لهيلاري كلينتون. أظهرت بعض الإقرارات لاحقا أن ثروة الزوجين زادت بنسبة خمسين مليون دولار، وأنهما جنيا ما يربو على المائة مليون دولار منذ عام 2000 معظمهم من كتب كلينتون وتصريحاتها ونشاطاتها الأخرى.
خلال النصف الأول من عام 2007 تقدمت كلينتون على المرشحين المتنافسين على الترشيح الرئاسي الديمقراطي في استطلاع الآراء حول الانتخابات. كان أقوى خصومها هما سيناتور مقاطعة إلينوي باراك أوباما والسيناتور السابق لمقاطعة شمال كارولينا جون إدواردز. أما أخطر ما هدد حملتها هو دعمها السابق لحرب العراق التي عارضها أوباما منذ البداية. سجل أوباما وكلينتون رقما قياسيا في جمع التمويل مبكرا.
بحلول سبتمبر 2007 جرى استطلاع رأي في أول ست ولايات تعقد منافسات ديمقراطية وأظهرت النتائج انتصار كلينتون فيها كلها، مع تقارب النتائج في أيوا وجنوب كارولينا. وبحلول الشهر التالي أظهرت الاستطلاعات الوطنية ان كلينتون متقدمة على منافسيها الوطنيين بكثير. في نهاية شهر أكتوبر عانت كلينتون من الأداء الخطابي أمام أوباما وإدواردز ومنافسيها الاخرين. وجدت رسالة أوباما للتغيير صدى عاليا بين جمهور الناخبين أكثر مما فعلت رسالة الخبرة لكلينتون. بدأ السباق يضيق تدريجيا في ولايات أيوا ونيو هامبشاير وجنوب كارولينا، وخسرت كلينتون تقدمها ف بعض الاستطلاعات بحلول ديسمبر.
في التصويت الأول في 2008 حلت كلينتون في المركز الثالث في المؤتمر الحزبي الديمقراطي لولاية أيوا في الثالث من يناير ويسبقها أوباما وإدواردز. ثبت أوباما اقدامه في الاستطلاعات الوطنية في الايام اللاحقة، وتوقعت كل الاستطلاعات بولاية نيو هامبشاير فوزه. ثم فجأة فاوت كلينتون في الثامن من يناير وهزمت أوباما بفارق بسيط. كانت تلك المرة الأولى التي تمثل فيها امرأة حزبا أمريكيا كبيرا في الانتخابات الرئاسية التمهيدية. تعددت التفسيرات لعودة شعبية كلينتون في هامبشاير لكنها تركزت حول التعاطف معها خاصة من قبل النساء بعد رؤية عينيها مليئة بالدموع واهتزاز صوتها وهي ترد على سؤال أحد الناخبين قبل الانتخابات بيوم واحد.
تغيرت طبيعة المنافسة في الايام التالية. العديد من تصريحات بيل كلينتون ونائبين أخرين، وتصريح لهيلاري كلينتون عن مارتن لوثر كينج الابن ولين دون ب جونسون  رآها العديد من الناس أنها سواء بطريقة مقصودة أو غير مقصودة أنها تظهر أوباما مرشحا عنصريا أو تنكر إنجازات حملته وأهمية تخطي حاجز العنصرية. رغم محاولات هيلاري كلينتون وأوباما لتخطي الأزمة، انقسم التصويت الديمقراطي أكثر، فخسرت كلينتون العديد من دعم الأمريكيين ذوي الأصول الإفريقية. وانهزمت أمام أوباما بفارق إثنين إلى واحد في السادس والعشرين من يناير في انتخابات جنوب كارولينا التمهيدية  ويخرج إدواردز من المنافسة مما يجعلها منافسة ثنائية مشتعلة في الخامس من فبراير في إثنين وعشرين ولاية يوم الثلاثاء العظيم Super Tuesday كما يسمونه. قام كلينتون بالمزيد من التصريحات التي لاقت انتقادات بسبب إيحاءاتها العنصرية في أواخر الحملة في جنوب كارولينا، وبدا أنه يؤثر سلبا في صورتها حتى أن كثيرا من مسانديها من داخل وخارج حملتها طالبوا أن يتوقف الرئيس السابق. أساءت حملة جنوب كارولينا كثيرا إلى هيلاري كلينتون وتراجع دعمها بين الديمقراطيين مما أدى إلى تأييد تام لأوباما من قبل تيد كينيدي.
في يوم الثلاثاء العظيم فازت كلينتون بأكبر الولايات مثل كاليفورنيا ونيويورك ونيوجيرسي وماساتشوستس أوباما بأكثر الولايات. وكادا أن يتعادلا  لولا أن أوباما جنى المزيد من النواب المتعهدين بالأحزاب لصالحه من التصويت الشعبي مستغلا بذلك قواعد التوزيع النسبي الديمقراطي بشكل أفضل.
اعتمدت حملة كلينتون على الفوز بترشيح يوم الثلاثاء العظيم ولم تكن مستعدة ماليا ولوجستيا لجهود مطولة وعانت لجمع التمويل من الإنترنت لذلك بدأت كلينتون لاقتراض النقود لأجل حملتها. كان هناك اضطرابا مستمرا بين أفراد حملتها، وقامت كلينتون بعدة تغييرات عالية المستوى في طاقم عملها. ربح أوباما المنافسة التالية التي عقدت في الحادي عشر من فبراير على مستوى البلاد بفارق كبير، وحاز شعبية كبيرة بين النواب المتعهدين متقدما بذلك على كلينتون. في الرابع من مارس حطمت كلينتون سلسلة الهزائم بأن فازت في انتخابات أوهايو التمهيدية، بينما أدى نقضها لاتفاقية التجارة الحرة بشمال أمريكا، التي تعد أعظم إنجاز في فترة رئاسة زوجها، في مساعدة إحدى الولايات التي لم تكن الاتفاقية معروفة بها. خلال الحملة سيطر أوباما على المؤتمرات الحزبية التي أهملت لجنة كلينتون التحضير لها تماما. أبلى أوباما حسنا في الانتخابات التمهيدية التي مثلها الأمريكيون الأفارقة والشباب الجامعي والأثرياء من الناخبين، أما كلينتون فقد أبلت جيدا في الانتخابات التمهيدية التي مثلها متحدثو الإسبانية وكبار السن ومن لم يحصلوا على تعليم جامعي والطبقات العاملة من الناخبين البيض. كان أمل كلينتون في الفوز بالترشيح يكمن في استمالة النواب المستقلين في الأحزاب (عضو له الحرية في اختيار مرشح معين بغض النظر عن اختيار الحزب).
اعترفت كلينتون في أواخر مارس أن التصريحات التي كررتها في حملتها بخصوص قناصين استهدفوها أثناء زيارتها القوات الأمريكية في قاعدة توزلا الجوية في البوسنة خلال مارس 1996 لم تكن صحيحة، وجذب اعترافها انتباه وسائل الإعلام. في الثاني والعشرين من إبريل فازت في انتخابات ترانسلفانيا التمهيدية وأبقت على حيوية حملتها. في السادس من مايو فازت بنسبة أقل من المتوقع في انتخابات إنديانا التمهيدية وخسرت خسارة فادحة في شمال كارولينا، مما أنهى أي فرصة حقيقية في الفوز بالترشيح. أصرت على البقاء في باقي الانتخابات التمهيدية لكنها توقفت عن مهاجمة أوباما، وكما قال أحد المستشارين أنها «قد تتقبل الخسارة لكنها لن تتقبل الانسحاب». ربحت بعض المنافسات المتبقية وبالطبع استمالت المزيد من النواب والولايات والأصوات إلى صفها في الثلاثة أشهر الأخيرة من الحملة أكثر من أوباما، لكنها فشلت في التقدم عليه.
عقب الانتخابات التمهيدية في الثالث من يونيو 2008 استمال أوباما ما يكفي من النواب لاعتباره المرشح المنتظر. أدلت كلينتون خطابا أمام مسانديها في السابع من يونيو لتنهي فيه حملتها وتصدق على أوباما. في نهاية حملتها حصلت كلينتون على 1,640 نائب متعهد مقابل 1.763 لأوباما، ووقت الحسم حصلت كلينتون على 286 نائب مستقل مقابل 395, ثم وصلت النسبة إلى 256 مقابل 438 لصالح أوباما بمجرد إعلان فوزه. حصل كلا من كلينتون وأوباما على حدى على ما يفوق 17 مليون صوت خلال عملية الترشيح  محطمين بذلك الرقم القياسي السابق. كانت كلينتون أول امرأة تشترك في الانتخابات التمهيدية أو المؤتمرات الحزبية لكل ولاية، وتخطت بفارق كبير عدد الأصوات والنواب التي حصلت عليهم عضوة الكونغرس شيرلي تشيشولم عام 1972 لتحقق أعلى نسبة تحصل عليها امرأة. ألت كلينتون خطابا حماسيا لدعم أوباما في المؤتمر الوطني الديمقراطي في 2008 وقامت بالعديد من الحملات من أجله في خريف العام نفسه، والتي انتهت بفوزه على ماكاين في الانتخابات العامة في الرابع من نوفمبر. انتهت حملة كلينتون بدين كبير، فقد استدانت ملايين الدولارات من رجال الأعمال وألغت ال 13 مليونا التي أقرضتهم لنفسها. تم دفع الدين نهائيا بحلول بداية 2013.

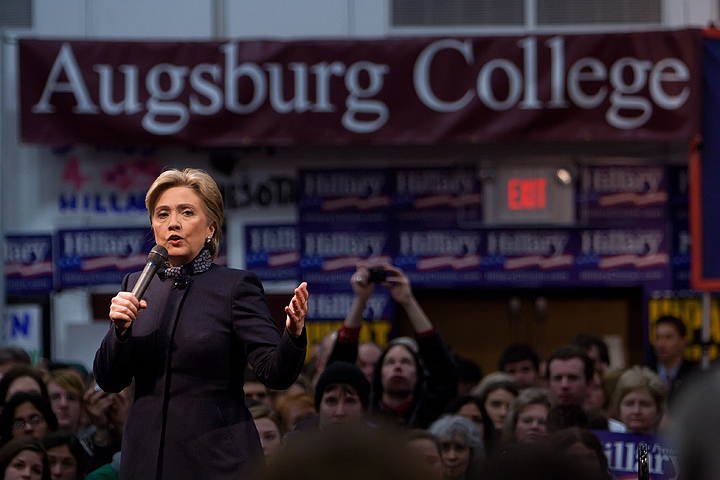
كلينتون تخطب في كلية أوكسبرج في مينيوبوليس من أجل حملتها قبل يومين من يوم الثلاثاء العظيم 2008.

نسبة التصويت الشعبية لكل ولاية للانتخابات الديمقراطية والحزبية بالنسبة المئوية: أوباما اللون البنفسجي، كلينتون اللون الأخضر. اختلف الفائزون بالتصويت الشعبي والنوابي في ولايات نيو هامبشاير ونيفادا وميزوري وتيكساس وجوام.

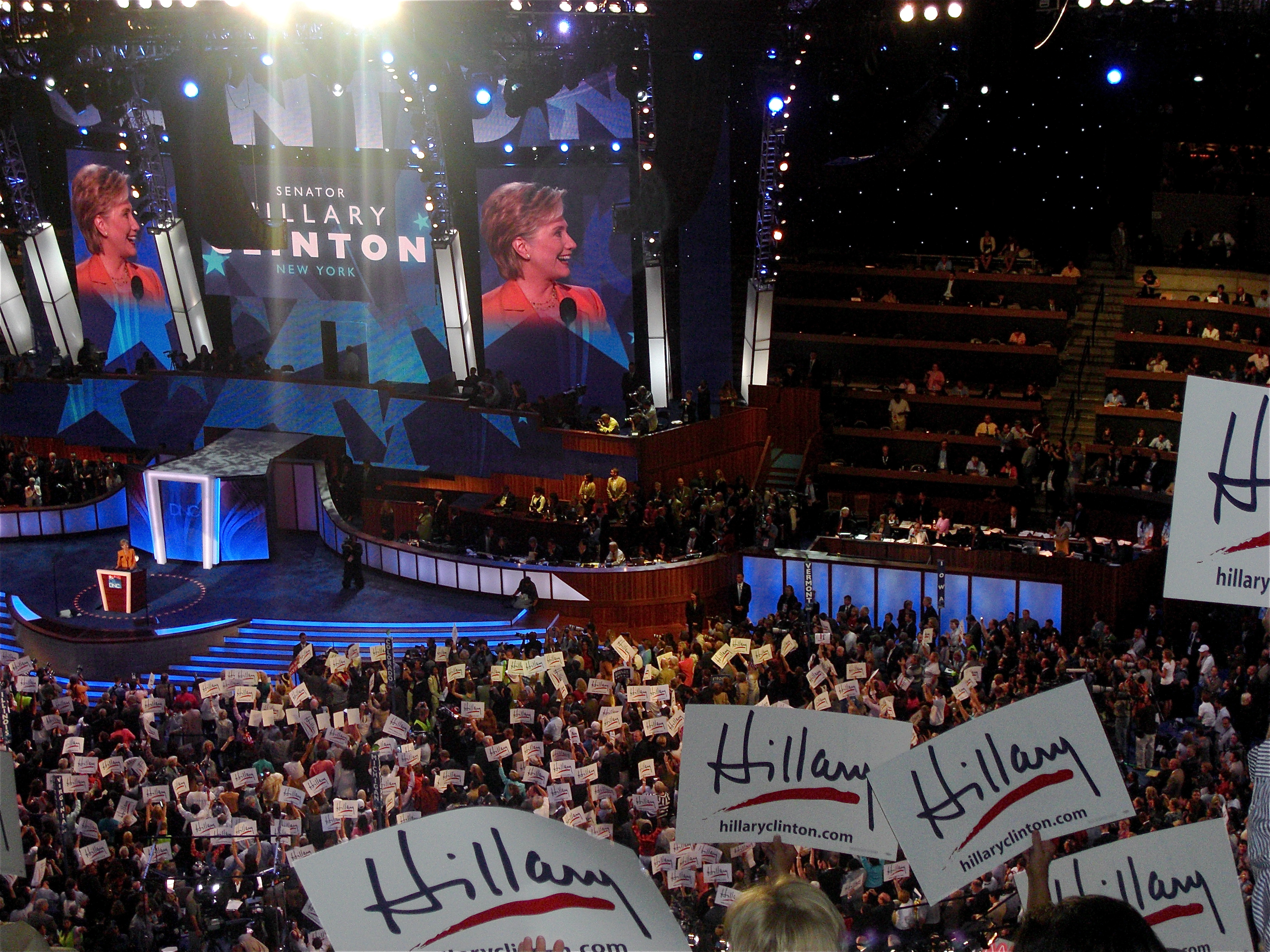
هيلاري كلينتون تتحدث بالنيابة عن منافسها السابق باراك أوباما خلال ثاني ليلة من المؤتمر الوطني الديمقراطي في دينفر لعام 2008.

## وزيرة الخارجية

### الترشيح والتأكيد
في منتصف نوفمبر 2008 ناقش الرئيس المنتخب أوباما وكلينتون احتمالية توظيفها وزيرة الخارجية. أعرضت عن الأمر في البداية لكن في العشرين من نوفمبر أخيرت أوباما بقبولها المنصب. في الأول من ديسمبر أعلنها الرئيس المنتخب أوباما رسميا أنها مرشحته لمنصب وزيرة الخارجية. قالت كلينتون أنها لم ترغب في ترك مجلس الشيوخ لكن المنصب الجديد يمثل «مغامرة صعبة وشيقة». كجزء من الترشيح ولتجنب تعارض المصالح وافق بيل كلينتون على قبول العديد من الشروط والأحكام بشأن نشاطاته المستمرة لجمع التبرعات لمؤسستي «ويليام ج كلينتون» William J. Clinton Foundation و«مبادرة كلينتون العالمية» Clinton Global Initiative.

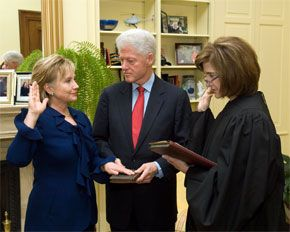
كلينتون تحلف يمين وزيرة الخارجية بين يدي القاضية كاثرين أوبرلي ويحمل بيل كلينتون الكتاب المقدس.

تطلب تعيينها قرار «تراجع الراتب» Saxbe fix الذي تم سنه قانونا في ديسمبر 2008. بدأت جلسات الاستماع التأكيدية أمام لجنة العلاقات الخارجية لمجلس الشيوخ في الثالث عشر من يناير 2009 أي قبل تنصيب أوباما بأسبوع، بعد ذلك بيومين صوت المجلس بنسبة 16 إلى 1 لصالح كلينتون. في هذا الوقت وصلت شعبيتها إلى 65% وهي أعلى نسبة منذ فضيحة لي وينسكي. في الحادي والعشرين من يناير 2009 أقسمت كلينتون يمين توليتها وزارة الخارجية واستقالت من مجلس الشيوخ في اليوم نفسه. وصارت أول سيدة أولى سابقة تشارك في الوزارة.

### النصف الأول من فترة ولاية المنصب
أمضت كلينتون أيامها الأولى رئيسة للوزراء بعمل العشرات من الاتصالات الهاتفية مع قادة العالم، مشيرة إلى أن السياسة الخارجية للولايات الخارجية ستغير مسارها: «سنصلح الكثير من الأخطاء». أيدت زيادة دور وزارة الخارجية في المشاكل الاقتصادية العالمية، ونوهت بضرورة زيادة الحضور الديبلوماسي للولايات المتحدة خاصة في العراق حيث نفذت وزارة الدفاع مهام ديبلوماسية. أعلنت كلينتون عن أكثر إصلاحاتها طموحا وهي «استعراض الديبلوماسية والتنمية الرباعي» الذي يتم كل أربعة سنوات Quadrennial Diplomacy and Development Review، ويضع أهداف محددة للمهام الديبلوماسية الخاصة بوزارة الخارجية بالخارج. وقد تأسس بناء على نظيره في وزارة الدفاع والذي عرفته كلينتون إبان عملها في لجنة الخدمات المسلحة بمجلس الشيوخ. أصدر الاستعراض الأول في أواخر 2010 ودعا الولايات المتحدة أن تبادر بالاعتماد على القوة المدنية كوسيلة غير مكلفة للاستجابة للتحديات العالمية ومواجهة الكوارث. كما سعي إلى تأسيس أهداف لتقوية وضع المرأة في العالم. أيدت كلينتون استخدام مواقد الطهي في العالم النامي من أجل طعام صحي ونظيف ولتقليل خطر الدخان على النساء.

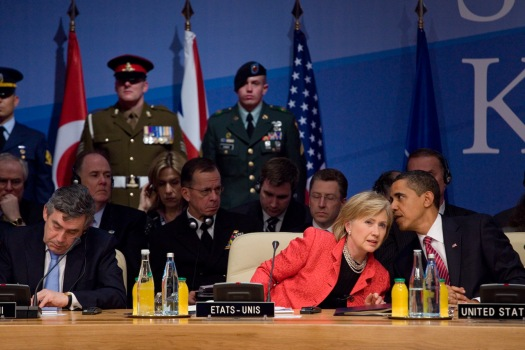
هيلاري كلينتون والرئيس أوباما يتحدثان خلال مؤتمر القمة الحادي والعشرين الخاص بحلف الناتو في إبريل 2009.

في مارس 2009 فازت كلينتون على نائب الرئيس جو بيدين في مناقشة داخلية لإرسال 21 الف جندي إلى الحرب في أفغانستان ودعمت خطة أوباما لوضع ميعاد نهائي للانسحاب من أفغانستان. في الشهر نفسه قدمت كلينتون لوزير الخارجية الروسي سيرجي لافروف «زر البدء من جديد» الذي يمثل محاولات الولايات الأمريكية لإعادة بناء روابط مع روسيا في عهد رئيسها الجديد ديميتري ميدفيديف. حدث خطأ في الترجمة إلى الروسية أثناء التقاط الصورة التذكارية. عرفت تلك السياسة باسم «تجديد العلاقات الروسية» Russian reset، وأدت إلى تحسين التعاون في عدة مجالات في عهد ميدفيديف، لكن بدأت العلاقات تسوء بالتبعية بعد عودة فلاديمير بوتين إلى الحكم في 2012. في أكتوبر عام 2009 أثناء رحلة إلى السويد أدي تدخل كلينتون إلى تجاوز عقبات في اللحظة لتنقذ توقيع اتفاقية تركية أرمينية تاريخية ستؤسس علاقات ديبلوماسية وتفتح الحدود بين بلدين في عداء طويل. [318] في باكستان تدخلت في العديد من المناقشات الصريحة مع تلاميذ وبرامج حوارية وشيوخ القبائل في محاولة منها لإصلاح صورة الولايات المتحدة في باكستان . في بداية 2012 ساعدت في تنظيم نظام عزلة ديبلوماسية وعقوبات دولية ضد إيران في محاولة لفرض تقليص إجباري لنشاطها النووي، أدى هذا في النهاية إلى خطة عمل دولية مشتركة تم الاتفاق عليها في 2015.

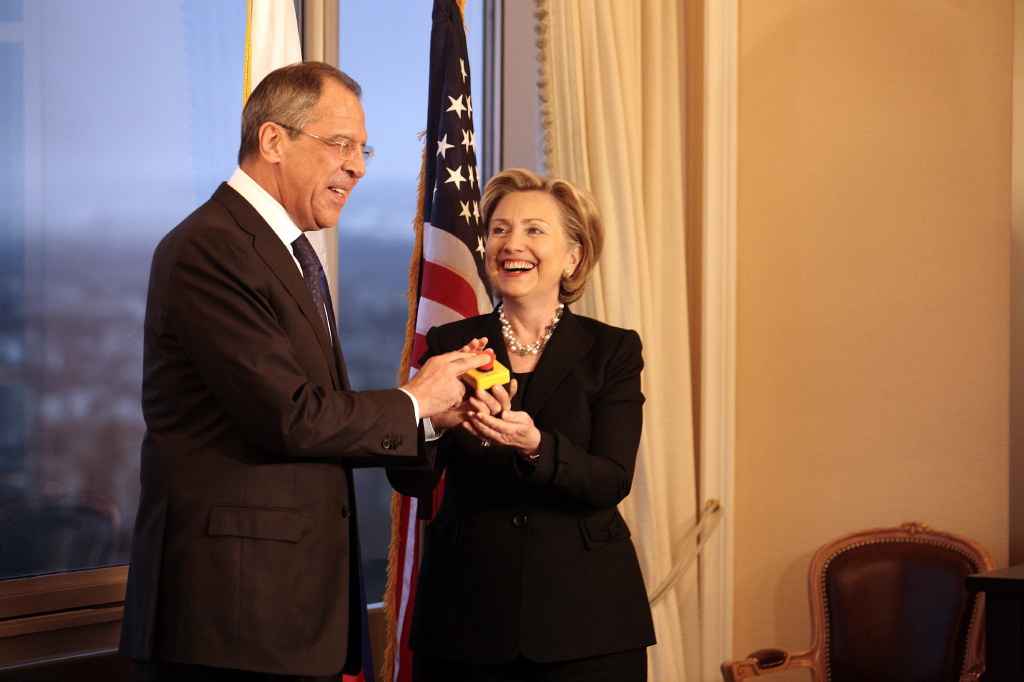
كلينتون مع وزير الخارجية الروسي سيرجي لافروف ممسكان بزر "البدء من جديد".

شكل كلينتون وأوباما علاقة عمل قوية بدون صراعات على القوة. كانت عضوة بفريق الإدارة ومدافعة عنه ضد الكيانات الأخرى كما حرصت على ألا تتخطي أو تعارض سلطة الرئيس لا هي ولا زوجها. شكلت كلينتون تحالفا مع وزير الدفاع جايتس حيث أنهما يتشاركان الأفكار الاستراتيجية نفسها. [ استعمل كلا من كلينتون وأوباما فيما بينهما سياسة خارجية بمعنى أنها سياسة نفعية غير فكرية لمدى كبير. كانت تقابله مرة كل أسبوع لكنها لم تحظى بالعلاقة الوطيدة التي حصل عليها نظراؤها السابقون مع باقي رؤسائهم. بالإضافة إلى أن بعض الأساسيات الضرورية لتشكيل السياسة كانت تحفظ إما في البيت الأبيض أو البنتاجون (مبنى الدفاع الأمريكي). مع ذلك كان الرئيس يثق كثيرا في قراراتها.

كلينتون تحيي أعضاء قاعدة أندرسن الجوية في أكتوبر 2010.

في خطابها في يناير 2010 قارنت كلينتون بين الجدار الحديدي Iron Curtain(جدار بيرلين) وبين الاستخدام الحر أو غير الحر للإنترنت. عارض المسؤولون الصينيون هذا الخطاب الذي أشار لأول مرة إلى كون الإنترنت أحد العناصر الأساسية لسياسة أمريكا الخارجية. في يوليو 2010 زارت وزيرة الخارجية كلينتون كوريا وفيتنام وباكيستان وأفغانستان بينما تحضر لزفاف ابنتها تشيلسي وسط الحصار الإعلامي. في أواخر نوفمبر 2010 قادت كلينتون حملة لإصلاح الضرر الذي ألحق بالولايات الأمركية جراء ما نشرته منظمة ويكي ليكس من برقيات سرية لوزارة الخارجية الأمريكية تحتوي على تصريحات وتقييمات واضحة صدرت عن الولايات المتحدة وديبلوماسيين أجانب.

## النصف الثاني من فترة ولايتها
تسببت الاحتجاجات المصرية لعام 2011 بأكثر أزمات السياسة الخارجية تحديًا حتى الآن. وسريعًا ما تطور رد فعل كلينتون من تقييمها المبكر بأن حكومة حسني مبارك كانت «مستقرة» إلى ضرورة وجود «فترة انتقالية منظمة لتشكيل حكومة تشاركية ديمقراطية»، وأيضًا إدانتها باستخدام العنف ضد المتظاهرين. واستعان أوباما بنصيحة كلينتون ومنظمتها واتصالاتها الشخصية من وراء الكواليس في استجابته للتطورات. وفي غضون الربيع العربي انتشرت المظاهرات في جميع أنحاء المنطقة، وتصدرت كلينتون رد الولايات الأمريكية الذي كانت تعتبره أحيانًا متناقضًا، معاونة بعض الأنظمة أثناء دعمها لبعض المتظاهرين ضد آخرين.

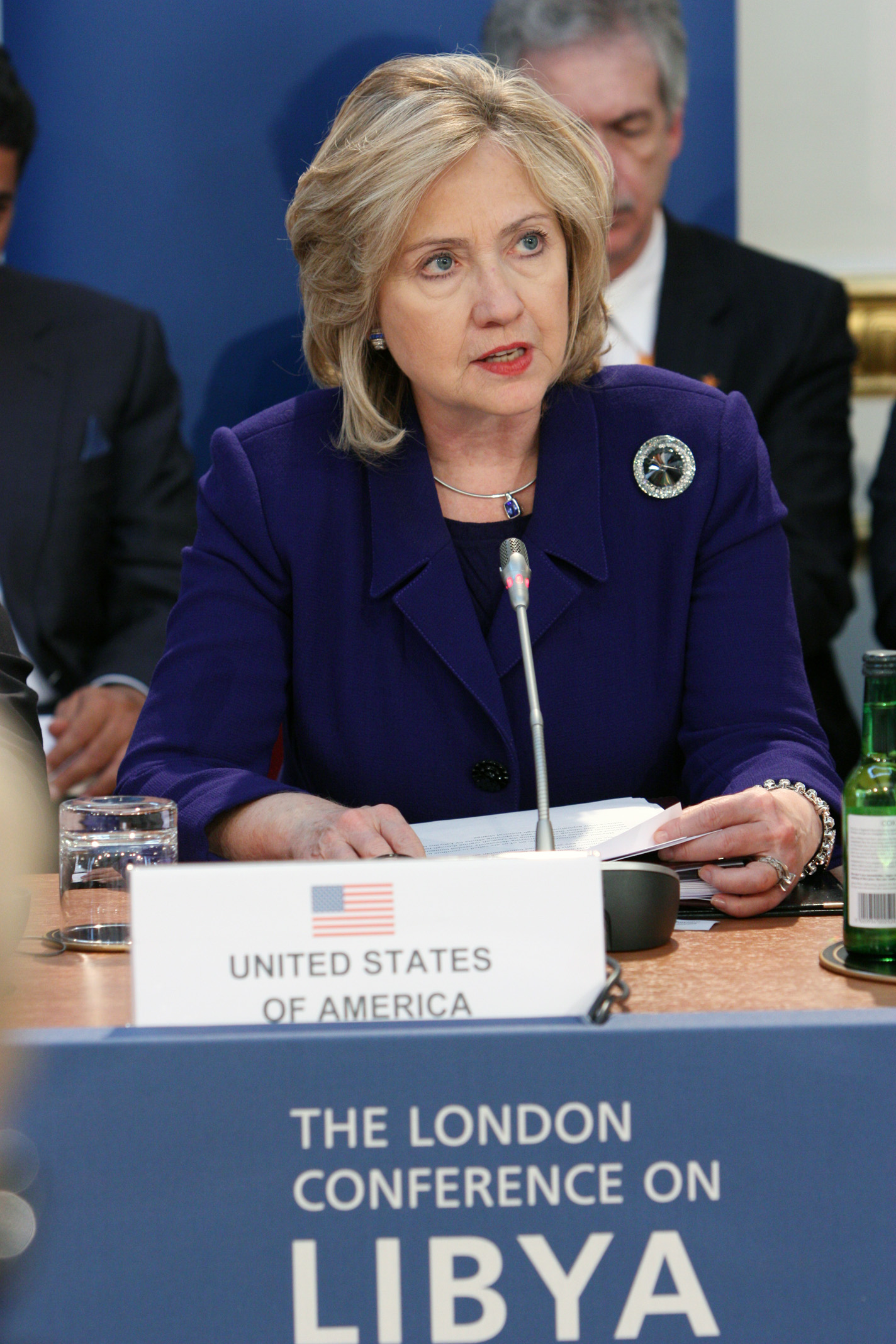
اجتماع لندن الذي تم انعقاده في 29 مارس 2011 لمناقشة التدخل العسكري لحلف الناتو في ليبيا

بعدما وقعت الحرب الأهلية الليبية، تحول موقف كلينتون لصالح التدخل العسكري، مما جعلها في اتفاق مع كلًا من سفيرة الأمم المتحدة سوزان رايس وعضو مجلس الأمن القومي سامانثا باور، وكان ذلك بمثابة نقطة تحول في التغلب على معارضة الإدارة الداخلية من قبل وزير الدفاع غيتس ومستشار الأمن توم دنيلون وكسب تأييد مستشار مكافحة الإرهاب جون برينان وموافقة العرب والأمم المتحدة على التدخل العسكري في ليبيا في عام 2011. وأدلت وزيرة الخارجية كلينتون بشهادتها بأن الإدارة لم تكن في حاجة إلى تفويض الكونغرس لتدخلها العسكري في ليبيا، وبرغم ذلك ظهرت الكثير من الاعتراضات من قبل بعض أعضاء كلا الحزبين أن الإدارة تنتهك قرار سلطات الحرب، واحتج المستشار القانوني في وزارة الخارجية على الشيء نفسه عندما تم إصدار قرار بالسماح بالحروب غير المصرح بها لمدة 60 يوم (ويمثل وجهة النظر التي تفشت في إطار جدل قانوني داخل إدارة أوباما). ولاحقًا استخدمت حلفاء الولايات المتحدة وما وصفته بأنه «عقد السلطة» لجعل الثوار الليبيين موحدين، واللذين في نهاية المطاف أطاحوا بنظام حكم القذافي. وشهدت أعقاب الحرب الأهلية الليبية تحول البلاد إلى دولة فاشلة، وأن الحكمة من هذا التدخل وتفسير ما حدث بعد ذلك سيصبح موضع جدلًا كبيرًا.

أثناء المداولات الداخلية التي كانت في إبريل 2011 ضمن أعمق مجموعة من المستشارين حول إعطاء الأوامر للقوات الخاصة الأمريكية بشن غارات ضد أسامة بن لادن في باكستان، كانت كلينتون ضمن المؤيدين قائلة أن أهمية الوقوع ببن لادن تفوق المخاطر التي قد تهدد علاقة الولايات الأمريكية بباكستان. وعقب الانتهاء من المهمة في يوم 2 من مايو التي تسببت بمقتل بن لادن، لعبت كلينتون دور رئيسي في إقرار الإدارة بعدم تحرير أية صور لزعيم تنظيم القاعدة المقتول.

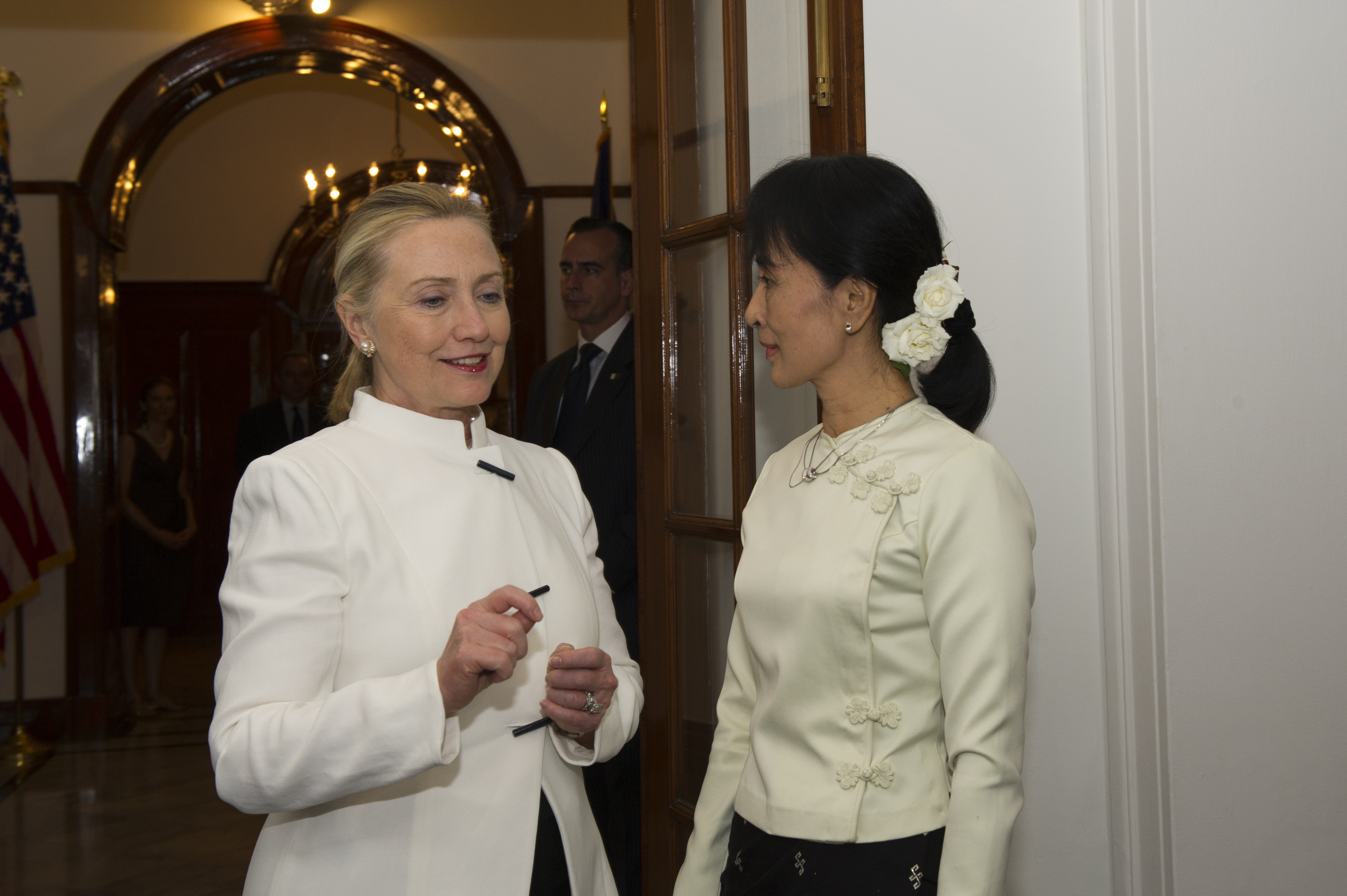
اجتماع وزيرة الخارجية كلينتون مع زعيمة المعارضة البورمية أونغ سان سو كيي كجزء من زيارتها التاريخية لهذا البلد التي كانت في ديسمبر 2011

وفي خطاب أمام مجلس حقوق الإنسان التابع للأمم المتحدة في ديسمبر 2011، قالت كلينتون أن «حقوق المثلى الجنسيين هي نفسها حقوق الإنسان» وأن الولايات المتحدة ستدافع عن حقوقهم وحمايتهم قانونيًا خارج البلاد. وشهدت الفترة نفسها كيف تغلبت على معارضة الإدارة الداخلية مع نداء مباشر لأوباما وتنظيم أول زيارة لبورما من قبل وزيرة الخارجية للولايات المتحدة منذ عام 1955، حيث قابلت قادة بورما بالإضافة لزعيمة المعارضة البورمية أونغ سان سو كيي وسعت لدعم الإصلاحات الديمقراطية في بورما لعام 2011. كما قالت أيضًا أن القرن الواحد وعشرون سيكون «القرن الهادئ في أمريكا»، وكان هذا التصريح جزء من إدارة أوباما «المتمحورة حول آسيا».

أثناء الحرب المدنية في سوريا، سعى كلًا من كلينتون وإدارة أوباما في البداية إلى إقناع الرئيس السوري بشار الأسد بالانخراط في المظاهرات الشعبية من أجل الإصلاح، ومع تزايد استخدام الحكومة للعنف في أغسطس 2011 طلبوا منه التخلي عن سلطته. وضمت الإدارة عددًا من الدول الحليفة لتقديم مساعدة غير مميتة ضد المعارضين لحكومة الأسد، فضلًا عن المنظمات الإنسانية العاملة في سوريا. وفي منتصف عام 2012، شكلت كلينتون مخطط مع مدير وكالة المخابرات المركزية (سي آي ايه) دافيد بترايوس لتعزيز تلك المعارضة من خلال تسليح وتدريب مجموعات مختارة من الثوار السوريين، ولكن تم رفض هذا الاقتراح من قبل البيت الأبيض، الذي كان متردد من التورط في هذا الصراع والذي خشى من أن يكون المتطرفين متخفين وسط هؤلاء الثوار مستخدمين تلك الأسلحة ضد أهداف أخرى.

وفي ديسمبر 2012، مكثت كلينتون في المستشفى لبضعة أيام تتلقى علاجًا كنتيجة لإصابتها بجلطة دموية في جيوبها الأنفية الوريدية العرضية اليمنى. ولقد اكتشف أطباؤها هذا التجمع الدموي خلال فحص متابعة للارتجاج في المخ الذي أصيبت به عندما أغمى عليها قبل ذلك بثلاثة أسابيع، بعدما تعرضت للجفاف الشديد بسبب مرض الأمعاء الفيروسي الذي أصابها خلال رحلتها إلى أوروبا. ولم تسبب الجلطة أية إصابة عصبية مباشرة وتم علاجها باستخدام أدوية مضادة للتخثر، ولاحقًا أخبرها الأطباء أنه تم شفاؤها بالكامل.

## موضوعات عامة
طوال فترة توليها منصبها وفي خطاباها الأخير الذي اختتمت به تلك الفترة، رأت كلينتون أن «القوة الذكية» تتمثل في تأكيد قيم الولايات المتحدة الأمريكية وقيادتها في عالم يواجه تهديدات متنوعة، وحكومات مركزية، وكيانات غير حكومية تتزايد أهميتها، عن طريق جمع القوة الصلبة العسكرية بالدبلوماسية وقدرة الولايات المتحدة الأمريكية على استخدام القوة الناعمة في الاقتصاد العالمي، ومساعدات التنمية، والتكنولوجيا، والإبداع، والدفاع عن حقوق الإنسان. وعلى هذا النحو، تكون كلينتون هي أول وزيرة خارجية تنفذ أسلوب القوة الذكية بشكل منهجي. وفي الجدال حول استخدام القوة العسكرية، كانت واحدًا من أكثر الأصوات تشددًا في الإدارة بشكل عام. وتوسعت كثيرًا في استخدام وزارة الخارجية لمواقع التواصل الاجتماعي؛ بما فيهم الفيسبوك وتويتر، بهدف نشر رسالتها وتمكين الشعب من مواجهة حكامه وجهًا لوجه. ووسط الاضطرابات التي عمت الشرق الأوسط، رأت كلينتون بشكل خاص فرصة لتقدم واحدًا من الموضوعات الرئيسة في فترة ولايتها؛ ألا وهو تعزيز ورفاهية النساء والفتيات في جميع أنحاء العالم. علاوة على ذلك، رأت كلينتون في إطار ما تم معرفته لاحقًا باسم «مذهب هيلاري» أن حقوق المرأة في غاية الأهمية بالنسبة للمصالح الأمنية الأمريكية، ويرجع ذلك إلى وجود صلة بين استخدام العنف ضد المرأة وعدم المساواة بين الجنسين في دولة معينة وعدم استقرار ومعارضة الأمن الدولي لهذه الدولة. وبدوره، كان هناك اتجاه من النساء حول أنحاء العالم يتمتعون بفرص أكثر، وفي بعض الحالات يشعرون بالأمان أكثر، كنتيجة لتصرفاتها ووضوح رؤيتها.

قامت كلينتون بزيارة 112 دولة خلال فترة ولايتها، مما يجعلها أكثر وزير خارجية سافر خارج الدولة على نحوِ واسعِ(وكتبت مجلة تايم أن «قدرة تحمل كلينتون ما هي إلا أسطورة»). وكانت أول وزير خارجية يقوم بزيارة دول مثل توجو وتيمور ليستي، ووجدت أن الزيارات التي يقوم بها الإنسان شخصيًا أكثر أهمية من العالم الافتراضي الذي نعيش فيه على الحاسوب. وفي بداية مارس 2011، أشارت إلى أنها لم تكن مهتمة في قضاء فترة ولايتها ثانيًة وأن على أوباما أن يعيد الانتخابات في 2012؛ وفي ديسمبر 2012، بعد إعادة تلك الانتخابات، رشح أوباما السيناتور جون كيري ليكون خليفة كلينتون. وكان يوم 1 فبراير 2013 هو أخر يوم لها كوزيرة خارجية. وبعدما تركت منصبها، علق محللون أن فترة حكم كلينتون لم يكن فيها أي علامة عن أية اختراقات دبلوماسية مثلما فعل وزراء الخارجية الآخرين، وسلطوا الضوء على تركيزها على الأهداف التي رأتها أقل مادية ولكنها ذات تأثير أكثر دوامًا.

## هجوم بنغازي وجلسات الاستماع اللاحقة

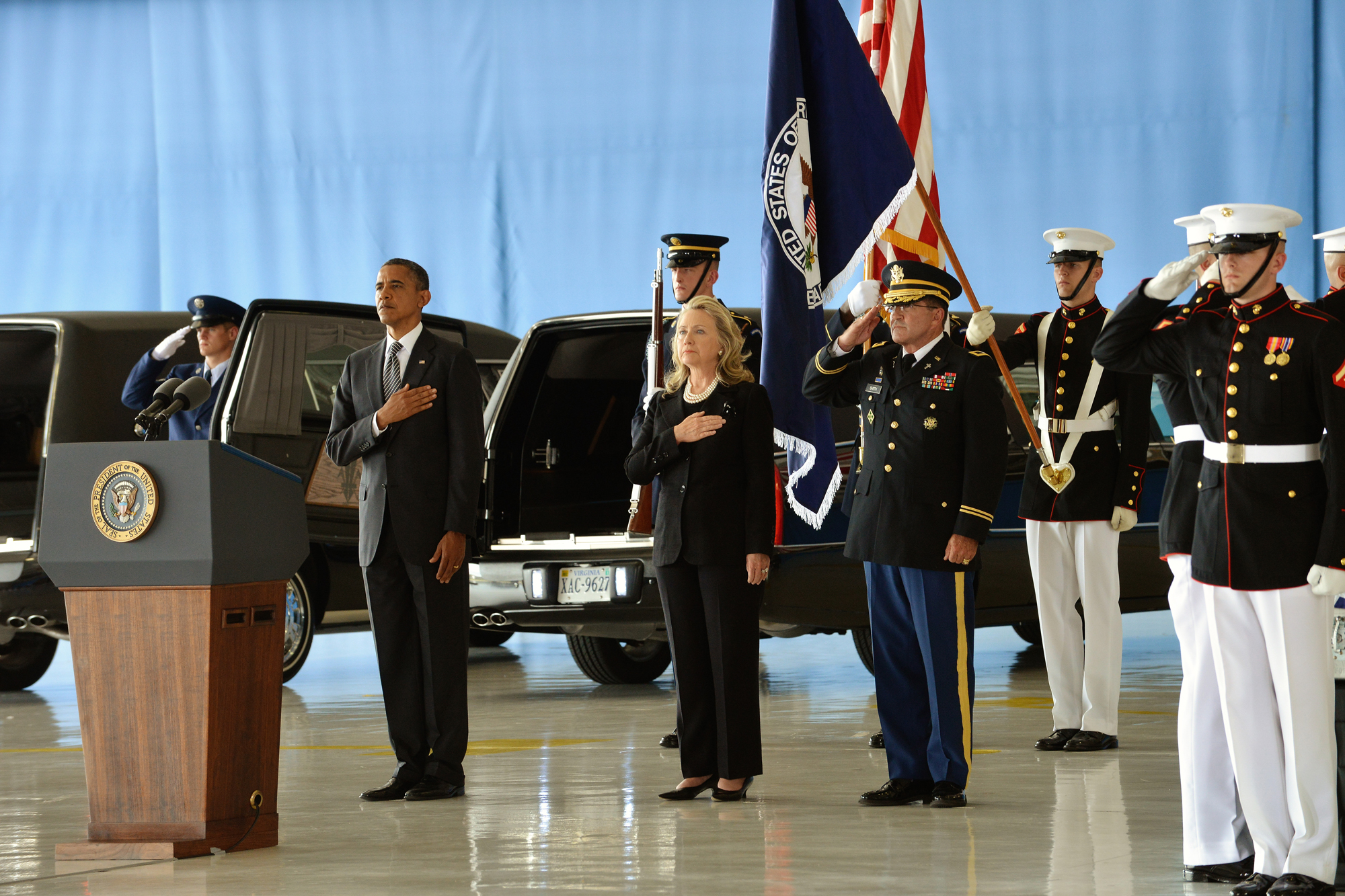
تكريم الرئيس أوباما ووزيرة الخارجية كلينتون لضحايا هجوم بنغازي في حفل نقل الرفات الذي أقيم في قاعدة أنروز الجوية في يوم 14 سبتمبر 2012.

في 11 سبتمبر 2012، تعرضت البعثة الدبلوماسية الأمريكية في بنغازي للهجوم، مما أسفر عن مقتل السفير الأمريكي كريستوفر ستيفنز، وثلاثة أمريكيين آخرين. وأصبح الهجوم والأسئلة المطروحة حول أمن القنصلية الأمريكية والتفسيرات المختلفة لما حدث أكثر القضايا المثيرة للجدل سياسيًا في الولايات المتحدة الأمريكية. وفي 15 أكتوبر، أعلنت كلينتون فيما يتعلق بمسائل الانفلات الأمني أنها تتحمل المسؤولية كاملة على عاتقها، بينما يعود السبب حول تلك التفسيرات المختلفة إلى الارتباك الذي سببه ضباب الحرب الحتمي بعد مثل هذه الأحداث.

وفي 19 ديسمبر، قامت لجنة تحقيق بقيادة توماس آر بيكرينغ ومايكل مولن بإصدار تقريرها بخصوص هذا الشأن. انتقدوا فيه تجاهل مسؤولي وزارة الخارجية في واشنطن طلب المزيد من الحراس ووسائل الأمن الحديثة، وأيضًا فشلهم في التكيف مع الإجراءات الأمنية مما أدى إلى تدهور الوضع الأمني. وركز هذا النقد على مكتب وزارة الأمن الدبلوماسي ومكتب شؤون الشرق الأدنى؛ حيث تم عزل أربعة من مسؤولي وزارة الخارجية بدايًة من الأمين المساعد ومن أدناه كنتيجة لما حدث. وأقرت كلينتون بالموافقة على نتائج التقرير والتغييرات الجارية لتنفيذ توصياتها المقترحة.

وفي 23 يناير 2013، أدلت كلينتون بشهادتها بشأن هجوم بنغازي أمام الكونغرس. ودافعت عن تصرفاتها التي صدرت ردًا على الحادث، وبينما استمرت في تحمل المسؤولية بشكل رسمي قالت أنها لم يكن لها دور مباشر في المناقشات التي أجريت مسبقًا بخصوص أمن القنصلية. وتحداها الحزب الجمهوري في الكونغرس بشأن عدة نقاط أجابت عنها أحيانًا بغضب وبانفعال في أحيانًا أخرى. وبعد التشكيك المستمر من قبل السيناتور الجمهوري رون جونسون حول المزاعم التي تفيد بأن سفيرة الأمم المتحدة سوزان رايس قامت عمدًا بتضليل الجمهور عدة أيام بعد الهجوم عن طريق «نقاط البحث» الخاطئة، وردت كلينتون بمذكرة تعقيبية ساخنة مع كثيرًا من الاقتباسات قائلة «مع كامل الاحترام الواجب، لكن الحقيقة أن لدينا أربع قتلى من الأمريكيين. هل هذا بسبب احتجاج أو بسبب بعض الشباب الذين خرجوا في نزهة في ليلة ما وقرروا أن يقتلوا بعض الأمريكيين؟ وما الفرق الذي تشكله هذه النقطة؟ فوظيفتنا هي أن نكتشف ماذا حدث وأن نفعل كل ما بوسعنا لمنع تكرار مثل هذا الحدث مرة أخرى». وفي نوفمبر 2014، أصدرت لجنة الاستخبارات بمجلس النواب تقريرًا أفاد أنه لم يكن هناك أية مخالفات في رد فعل الإدارة على الهجوم.

وفي مايو 2014 تم تشكيل لجنة بنغازي بمجلس النواب، وأجرت تحقيقات مطولة حول الهجوم الذي شُن في 2012. وردًا على السؤال الذي تم طرحه في سبتمبر 2015 حول ما حققه الحزب الجمهوري في الكونغرس، أبلغ زعيم الأغلبية الجمهورية في مجلس النواب كيفن مكارثي أن إنشاء هذه اللجنة ساعد على تراجع معدلات تأييد كلينتون في استطلاعات الرأي. وهذا الرد كان مناقضًا لنقاط التباحث التي قدمها الحزب الجمهوري في التحقيق مسبقًا. فعلى سبيل المثال؛ أعرب المتحدث باسم مجلس النواب السابق جون بونر عن اشمئزازه من أي إشارة توحي بأن تكوين هذه الجلسات كان لدوافع سياسية. وفي 22 أكتوبر 2015، أدلت كلينتون بشهادتها أمام اللجنة في جلسة استمرت على مدار اليوم. وتضمنت الجلسة الكثير من المناقشات الساخنة بين أعضاء اللجنة وكلينتون، وبين أعضاء اللجنة أنفسهم. وتم الاعتراف بها على نطاق واسع أنها استطاعت الخروج سالمة من هذه الجلسة، بسبب ما صورته وسائل الإعلام من مظاهر الهدوء ورباطة الجأش التي تمتعت بها في مواجهة الأسئلة المطولة، غير المباشرة، المتكررة التي طرحتها اللجنة.

## جدال حول بريدها الإلكتروني
نشب جدال في شهر مارس 2015، عندما كشف المفتش العام في وزارة الخارجية علنًا عن أن كلينتون قد استخدمت مجموعة من حسابات البريد الإلكتروني الشخصية على إحدى خوادم القطاع الخاص غير الحكومية بدلًا من حسابات البريد الإلكتروني المسجّلة على خوادم الحكومة الاتحادية أثناء إجراء بعض المهام الرسمية خلال توليها منصب وزيرة الخارجية. وأكد بعض خبراء ومسؤولي وأعضاء الكونغرس أن استخدامها لبرنامج نظام الرسائل الخاصة والخادم الخاص وحذف ما يقرب من 32000 من رسائل البريد الإلكتروني التي اعتبرتها خاصة يعتبر انتهاك لبروتوكول وإجراءات وزارة الخارجية والقوانين الفيدرالية واللوائح التي تنظم متطلبات حفظ السجلات.

ولم يتم تصنيف أكثر من 1600 بريد إلكتروني على الخادم على أنهم معلومات سرية في ذلك الوقت، ولكن صنفتهم وزارة الخارجية بأثر رجعي على أنهم معلومات سرية اعتبارًا من فبراير 2016، ومنهم 22 رسالة بريد إلكتروني تم تصنيفهم على أنها مستندات «سرية للغاية». وسياسة الحكومة، التي تم إعادة التأكيد عليها في اتفاقية عدم الإفشاء التي وقعتها كلينتون كجزء من حصولها على تصريح أمني، تنص على أنه يجب اعتبار المعلومات الحساسة والتعامل معها على أنها سرية وحتى لو لم يتم وسمها على أنها كذلك. وبعدما تم إثارة المزاعم حول أن بعض رسائل البريد الإلكتروني تم تصنيفها في فئة «سرية منذ اللحظة الأولى»، وبدأ تحقيق مكتب التحقيقات الفيدرالي لكشف كيف تم التعامل مع المعلومات السرية الموجودة على الخادم الخاص بكلينتون.

ووقع الجدال في ظل حملة الانتخابات الرئيسية لكلينتون في عام 2016، وجلسات الاستماع التي عقدتها لجنة بنغازي بمجلس النواب الأمريكي.

## مؤسسة كلينتون

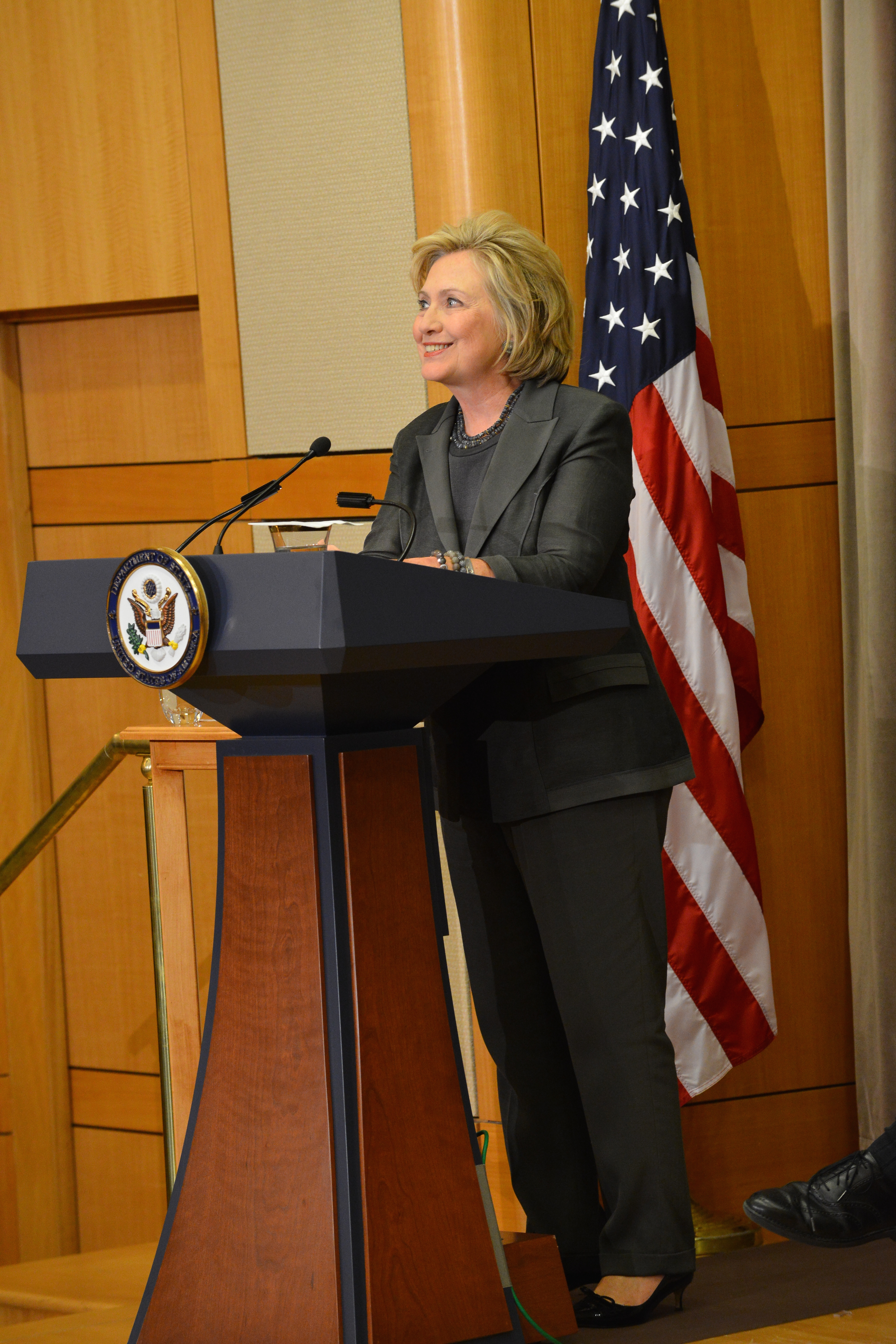
خطاب كلينتون في سبتمبر 2014

عندما تركت كلينتون منصبها في وزارة الخارجية أصبحت مواطنة مثلها مثل باقي المواطنين لأول مرة منذ ثلاثين عامًا. وانضمت هي وابنتها إلى زوجها كأعضاء في مؤسسة بيل وهيلاري & تشيلسيا كلينتون في عام 2013. وركزت في هذه المؤسسة على جهود التنمية في مرحلة الطفولة المبكرة، متضمنة مبادرة تدعى صغار جدًا ليفشلوا وتقديم 600 مليون دولار لتشجيع البنات للتسجيل في المدارس الثانوية في جميع أنحاء العالم، وذلك كله بقيادة رئيسة الوزراء الأسترالية السابقة جوليا جيلارد. وتولت أيضًا قيادة مشروع المشاركة الكاملة «بلا حدود»، وهو عبارة عن شراكة بين مؤسسة بيل وميليندا غيتس لجمع ودراسة بيانات تقدم النساء والفتيات في جميع أنحاء العالم منذ مؤتمر بكين في عام 1995؛ وأقرت في مارس 2015 أنه " بينما لا يوجد وقت في التاريخ أفضل من ذلك لأي امرأة ... توضح تلك البيانات إلى أي مدى مازلنا في حاجة إلى المضي قدمًا. وبدأت المؤسسة قبول تبرعات جديدة من الحكومات الأجنبية، الأمر الذي توقف عندما كانت كلينتون وزيرة الخارجية."

وبدأت العمل على مجلد آخر من سيرتها، وبدأت الظهور في جولات مدفوعة الأجر حيث تحصل على 200000 دولار عن كل مشاركة منها، بالإضافة إلى جعل بعض الخطب غير المدفوعة نيابة عن المؤسسة. ولمدة خمسة عشر شهر منتهية في مارس 2015 جنت كلينتون أكثر من 11 مليون دولار ثمنًا لخطاباتها، وصل هذا المبلغ إلى أكثر من 25 مليون دولار عند إضافة خطابات زوجها. جنوا آل كلينتون حوالي 141 مليون دولار، دفعوا منهم 56 مليون دولار للضرائب الاتحادية والولائية وتبرعوا بحوالي 15 مليون دولار للجمعيات الخيرية. وبدايًة من 2015، تم تقدير ثروتها بحيث وصلت إلى أكثر من 30 مليون دولار، أو بين 45 إلى 53 مليون دولار كإجمالي ثروتها مع ثروة زوجها.

استقالت كلينتون من مجلس إدارة المؤسسة في إبريل 2015 عندما بدأت حملتها للانتخابات الرئاسية، وقالت المؤسسة أنها ستقبل تبرعات جديدة من حكومات أجنبية من ست دول غربية فقط.

## الانتخابات الرئاسية لعام 2016
في 12 إبريل، أعلنت كلينتون رسميًا عن ترشحها للرئاسة في انتخابات عام 2016. فكان لها حملة بالفعل في انتظار الانتخابات، بما في ذلك شبكة كبيرة من الجهات المانحة، والنشطاء ذوي الخبرة، ولجان العمل السياسي مستعدون لهيلاري وأولويات الولايات المتحدة الأمريكية، وغيرهم من البنى التحتية. وشملت المحاور الأساسية لحملتها الانتخابية زيادة دخل الطبقة الوسطى، وتوفير التعليم في مرحلة ما قبل المدرسة عالميًا، وأن تكون رسوم الجامعة معقولة، وتحسين قانون الرعاية بحيث يكون بأسعار معقولة. وبدايًة اعتبرت الفوز بترشيح الحزب الديمقراطي بمثابة وجهتها المفضلة صعبة المنال، حيث واجهت كلينتون تحديًا قويًا غير متوقع مع الاشتراكي الديمقراطي السيناتور بيرني ساندرز من فيرمونت، الذي له موقفًا ضد مشاركة الشركات والأثرياء في السياسة الأمريكية، وتردد صداه مع المواطنين الممتعضين المتأثرين بآثار عدم المساواة في الدخل في الولايات المتحدة الذي يتناقض مع روابط وول ستريت.

في المسابقة الأولى من الانتخابات التمهيدية، فازت كلينتون بفارق ضئيل في انتخابات ايوا الحزبية لعام 2016 التي عُقدت في 1 فبراير. فأصبحت أول امرأة تفوز بتلك الانتخابات. ولكنها خسرت بفارق كبير أمام ساندرز في الانتخابات التمهيدية الأولى التي تم عقدها في نيو هامبشير في 9 فبراير. ثم فازت في انتخابات نيفادا في 20 فبراير. بعد ذلك فازت كلينتون بترشيح الحزب الديموقراطي لخوض انتخابات الرئاسة الأمريكية، إلا انها هزمت أمام المرشح الجمهوري دونالد ترامب الذي أُنتُخِب رئيسا للولايات المتحدة في 9/11/2016.

## مناصبها السياسية
قد حاولت منظمات عديدة علميًا بقياس مكانة كلينتون وسط الأطياف السياسية عن طريق التصويت لها في مجلس الشيوخ. وساعدت دراسة التصويت بنداء الأسماء التي قامت بها صحيفة ناشونال جورنال في 2004 على تصنيف كلينتون بحصولها على رقم 30 في الطيف السياسي _بالنسبة لمجلس الشيوخ في ذلك الوقت_ على مقياس مدرج من 1 والذي يعني أكثر ليبرالية و100 تعني أكثر تحفظًا. ولاحقًا صنفتها صحيفة جورنال ناشونال على أنها السيناتور رقم 32 الأكثر تحديًا في 2006 ورقم 16 الأكثر تحررًا في 2007. ومن خلال التحليل الذي قدمه علماء السياسة جوشوا كلينتون من جامعة برينستون وسيمون جاكمان ودوغ ريفرز من جامعة ستانفورد وجدوا أنها على الأرجح بين المرتبة السادسة والثامنة بين الأعضاء الأكثر تحررًا. أما تقرير صحيفة ألماناك أوف أمريكان بوليتيكس، الذي حرره كلًا من مايكل بارون وريتشارد إي كوهين، صنف أصواتها خلال الفترة من 2003 حتى 2006 التي تحدد كونها ليبرالية أم محافظة بأنها حصلت على 100 كأعلى تصنيف في ثلاثة مجالات: الاقتصادي، الاجتماعي، والخارجي. ووصل متوسط الأصوات خلال أربع سنوات إلى الآتي: الاقتصادية = 75 متحررة، 23 محافظة؛ الاجتماعية = 83 متحررة، 6 محافظة؛ الأجنبية = 66 متحررة، 30 محافظة، بحيث يكون متوسط الإجمالي= 75 متحررة، 20 محافظة.

قيمت المجموعات غير الهادفة للربح كلينتون على أساس إلى أي مدى تتماشى أصواتها في مجلس الشيوخ مع مناصب المجموعة. وفي خلال 2008، حصلت على متوسط يصل إلى 90% «ليبرالية خالصة» من قبل منظمة أمريكيون ساعون للعمل الديمقراطي، وحصلت فقط على 8% من اتحاد المحافظين الأمريكيين.

وفي استفتاء الرأي العام الذي أجري في مايو 2005، اعتبر 54% من المشاركين كلينتون أنها ليبرالية، و30% منهم اعتبروها معتدلة، و9% اعتبروها محافظة.

## كتاباتها وتسجيلاتها
وبوصفها السيدة الأولى للولايات المتحدة، نشرت كلينتون عمود صحفي في صحف مختلفة أسبوعيًا بعنوان «لنناقش الأمر» في الفترة بين 1995 إلى 2000. وركزت في هذا العمود الصحفي على تجاربها وتجارب السيدات والأطفال والعائلات التي قابلتها أثناء رحلاتها حول العالم.

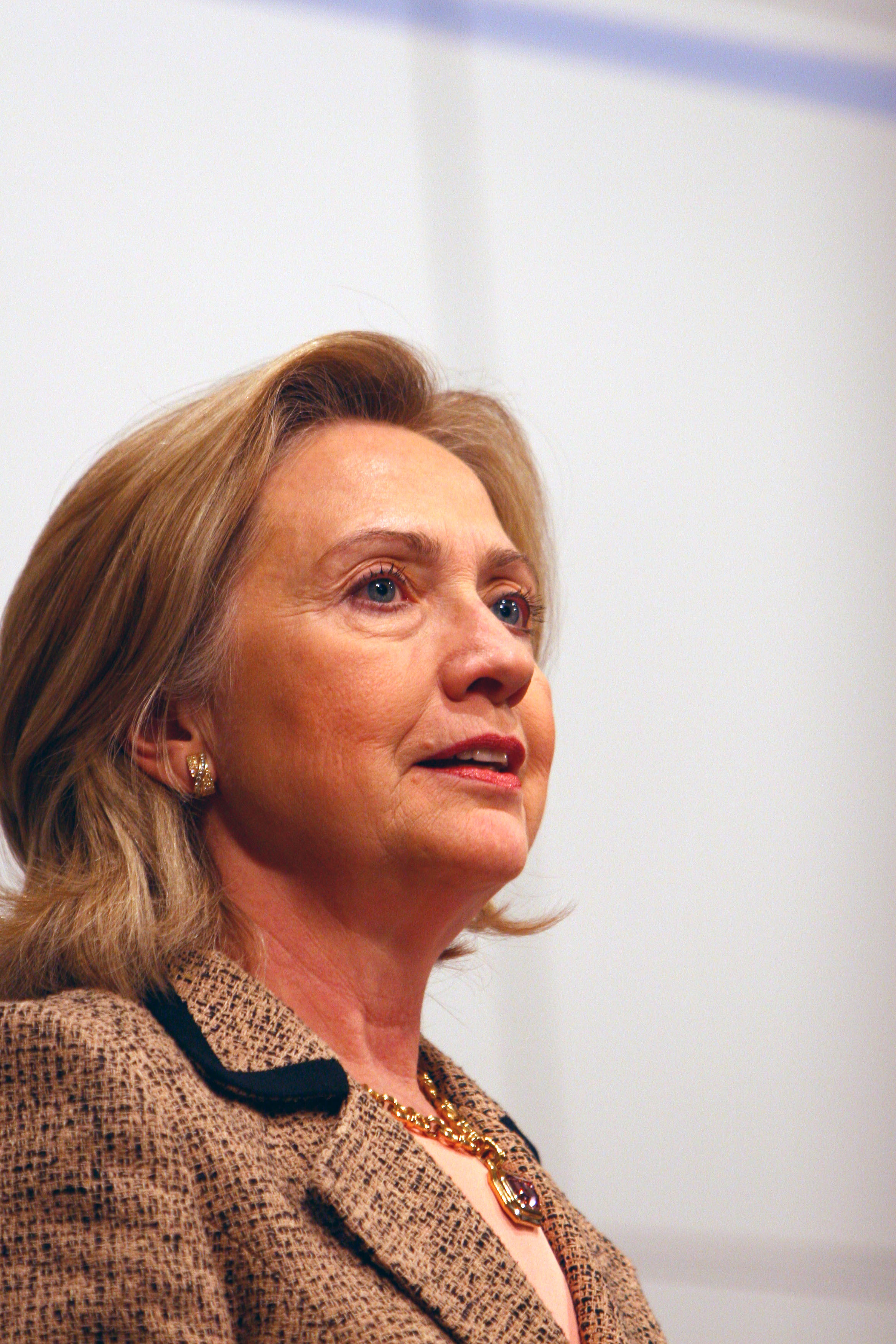
كلينتون في فبراير 2011

وفي عام 1996، قدمت كلينتون رؤيتها عن أطفال أمريكا في كتاب ات تاكس آ فيلاج. وكان كتابها هو الأكثر مبيعًا حسب القائمة التي أعددتها صحيفة نيويورك تايمز وحصل التسجيل الصوتي للكتاب على جائزة جرامي لأفضل ألبوم كلمات منطوقة في عام 1997.

وعندما كانت كلينتون السيدة الأولى نشرت كتبًا أخرى منها دير سوكس (1998)، وانفيتاشن تو ذا وايت هاوس (2000). وفي عام 2001 كتبت خاتمة لكتاب الأطفال بياتريس جوت.

في عام 2003 أصدرت كلينتون سيرتها الذاتية المكونة من 562 صفحة وأطلقت عليها اسم التاريخ الحي، الذي من أجله دفعت دارنشر سايمون أند شوستر لكلينتون مقدمًا شبه قياسي يصل إلى 8 ملايين دولار. وحقق الكتاب في الأسبوع الأول مبيعات قياسية بالنسبة للأعمال غير القصصية، وتم بيع أكثر من مليون نسخة في الشهر الأول بعد النشر، وتم ترجمته إلى اثنتا عشر لغة أجنبية. وساعدها التسجيل الصوتي للكتاب على الترشح لجائزة جرامي لأفضل ألبوم كلمات منطوقة.

وفي عام 2014، أصدرت كلينتون مذكرات ثانية تسمى خيارات صعبة، وركزت هذه المذكرات على حياتها كوزيرة الخارجية. وقد تم بيع حوالي 250000 نسخة من هذا الكتاب.

## صورتها السياسية والثقافية
وقد تم كتابة أكثر من خمسين كتاب ومؤلفات علمية من وجهات نظر عديدة عن هيلاري رودهام كلينتون. وقامت صحيفة نيويورك أوبزيرفر بدراسة استطلاعية عام 2006 كشفت عن «صناعات بدائية افتراضية» من «آداب ضد كلينتون»، وضعت من قبل ريجنري وبعض الجماعات المحافظة الأخرى، تحت عناوين مثل السيدة هيلاري: طريقها المظلم إلى البيت الأبيض، ومخطط هيلاري: الاستيلاء على البيت الأبيض ضمن جدول أعمال كلينتون عديم الرحمة، وهل يمكن منعها؟: ستصبح هيلاري كلينتون الرئيس التالي للولايات المتحدة إلا إذا ... ولم تباع تقريبًا الكتب المديحة لكلينتون أيضًا (بخلاف المذكرات التي كتبتها هي وزوجها). عندما ترشحت في انتخابات مجلس الشيوخ في عام 2000، ظهرت بعض مجموعات جمع التبرعات لمعارضتها مثل حفظ مجلس الشيوخ، ولجنة الطوارئ لوقف هيلاري رودهام كلينتون. واكتشف فان ناتا الابن أن الحزب الجمهوري وجماعات المحافظين يروا كلينتون على أنها «بعبع» يمكن الاعتماد عليه في ذكره داخل خطابات جمع التبرعات، على قدم المساواة مع تيد كينيدي وأيضًا النداءات الديمقراطية والليبرالية التي تشير إلى نيوت جينجريتش. وكانت محل التعليقات الساخرة التي كانت في برنامج ساترداي نايت لايف، بداية من حياتها كسيدة أولى، بل وظهرت في البرنامج بنفسها في عامي 2008 و2015 لتواجه الممثلة التي تقوم بدورها وجهًا لوجه.

وقد ظهرت هيلاري كلينتون في وسائل الإعلام والثقافة الشعبية ضمن مجموعة واسعة من وجهات النظر المختلفة. وفي عام 1995، وصف تود بردام، كاتب في صحيفة نيويورك تايمز، كلينتون على أنها مثل اختبارات رورسكاتش، وتردد صدى هذا التقييم في ذلك الوقت عن طريق ناشطة وكاتبة نسوية تدعى بيتي فريدان، التي قالت أن «تغطية حياة هيلاري كلينتون تعد من اختبارات رورسكاتش الضخمة لتطور المرأة في مجتمعنا».

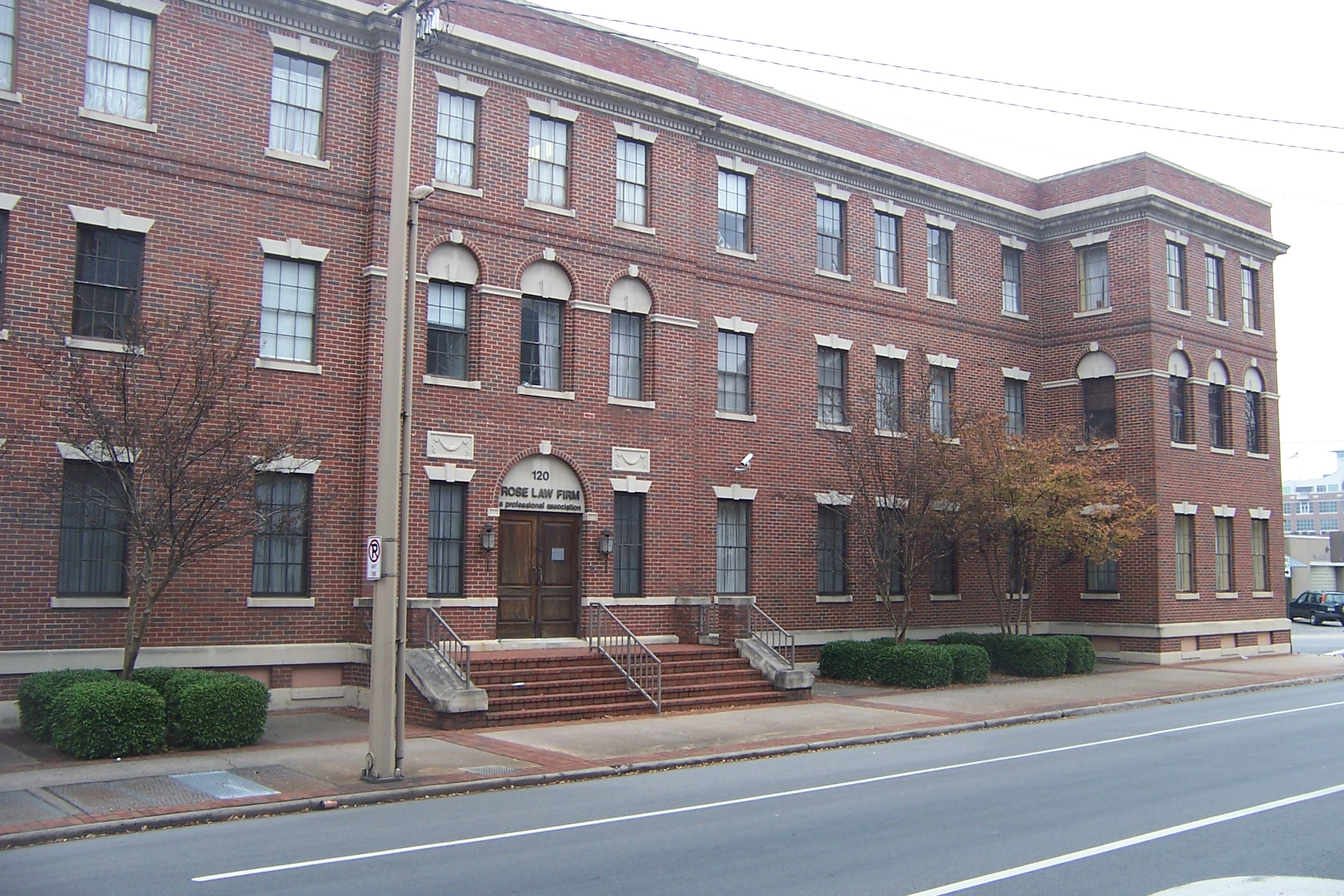
عملت كلينتون في شركة روز القانونية لمدة خمسة عشر عام. ومهدت حياتها المهنية ومشاركتها السياسية الطريق لاستقبالها كسيدة أولى.

ووصفت وسائل الإعلام الشعبية كلينتون على أنها شخصية استقطابية، ولكن يرى البعض غير ذلك. الدراسة التي قام بها أستاذ العلوم السياسية فاليري سولفارو في جامعة جيمس ماديسون لعام 2007 استخدمت استطلاعات الرأي التابعة للدراسات الوطنية للانتخابات الأمريكية القائمة على «مقياس حرارة الشعور»، التي تقيس درجة احترام شخصية سياسية، لتجد أن مثل هذه الاستطلاعات خلال سنوات كلينتون كسيدة أولى تؤكد «الاعتقاد السائد بأن هيلاري كلينتون شخصية استقطابية»، بالإضافة إلى البصيرة «التي تؤثر على السيدة كلينتون كسيدة أولى تميل إلى أن تكون إيجابية للغاية أو سلبية جدًا، مع ثبات ربع المشاركين إلى حد ما بالشعور بالتناقض أو المحايدة». وجدت دراسة الاستقطاب الحزبي التي قام بها أستاذ العلوم السياسية غاري جاكوبسون في جامعة كاليفورنيا في مدينة سان دييغو لعام 2006 أن خلال استطلاعات الرأي التي قامت بها الدولة لتحديد نسبة تأييد أعضاء مجلس الشيوخ، كانت كلينتون صاحبة رابع أكبر فرق حزبي بين أعضاء مجلس الشيوخ، بفارق 50 نقطة مئوية في التأييد بين الديمقراطيين والجمهوريين في نيويورك.

وجدت الدراسة التي قام بها أستاذ العلوم السياسية باربرا بوريل في جامعة إلينوي الشمالية لعام 2000 أن نسب التأييد التي حصلت عليها كلينتون في استطلاع أجرته مؤسسة غالوب تخطت بشدة الأفكار الحزبية خلال فترة وجودها كسيدة أولى، حيث حصلت على نسبة تتراوح بين 70 و90 % من الديمقراطيين اللذين ينظروا لها عادةً بشكل إيجابي بينما لم يرى ذلك سوى 20 إلى 40 % من الجمهوريين. قام أستاذ العلوم السياسية تشارلز فرانكلين في جامعة ويسكونسن ماديسون بتحليل سجلها من الآراء المؤيدة والمعارضة في استطلاعات الرأي العام، ووجد أن فيهم تباين خلال سنواتها كسيدة أولى أكثر منها خلال سنواتها كسيناتور. ففي سنواتها كسيناتور حصلت على آراء مؤيدة تصل إلى 50%، وغير مؤيدة تصل إلى منتصف نطاق 40%؛ وأشار فرانكلين إلى أن «هذا الانقسام الحاد هو، بطبيعة الحال، أحد أوسع الجوانب نطاقًا التي تشكل الصورة العامة للسيناتور كلينتون». وكتب جيل تروي أستاذ التاريخ في جامعة ماكجيل سيرتها الذاتية في عام 2006 تحت عنوان هيلاري رودهام كلينتون: السيدة الأولى الاستقطابية، وكتب أن بعد حملة 1992 أن كلينتون «كانت شخصية استقطابية، حيث يرى 42% (من الجمهور) أنها أقرب إلى قيمهم وأسلوب حياتهم عن السيدات الأوليات السابقات، و41% معترضون على ذلك». وكتب تروي أيضًا أن هيلاري كلينتون «كانت مثيرة للجدل ومختلفة بشكل فريد منذ أن ظهرت على شاشة الرادار الوطنية في عام 1992» وأنها «فتنت الأمريكيون، وأربكتهم، وسحرتهم، وفزعتهم بالتبادل».

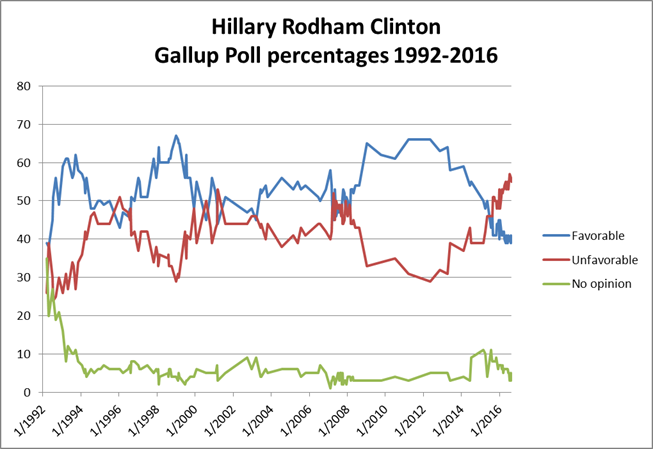
معدلات التأييد والمعارضة التي حصلت عليها هيلاري كلينتون في استطلاعات غالوب في الفترة بين 1992 و2015. وأشارت تلك النسب إليها على أنها سيدة أولى مثيرة للجدل حيث وصلت تلك النسب إلى أدنى درجاتها بعد فشل خطة الرعاية الصحية التي وضعتها، وأعلى درجاتها بعد فضيحة لوينسكي. واختلفت الآراء حولها خلال حملتها في مجلس الشيوخ لعام 2000، وكانت إيجابية بشكل مقبول خلال فترة تواجدها كسيناتور، ثم اختلفت الأقاويل مرة أخرى خلال حملتها للانتخابات الرئاسية في عام 2008. وخلال فترة توليها منصب وزيرة الخارجية، تمتعت بشعبية كبيرة، قبل أن تقل مع انتهاء تلك الفترة، ثم زادت عندما ظهرت مرة أخرى كمرشح لمنصب الرئاسة.

وجدت دراسة باريل أن النساء باستمرار يصنفوا كلينتون على أنها أكثر إيجابية من الرجال بفارق يصل إلى عشر نقاط مئوية خلال وجودها كسيدة أولى. ووجدت دراسة جاكوبسون علاقة طردية وسط أعضاء مجلس الشيوخ بين كونهن نساء وبين تلقي استجابة استقطابية حزبية. ويصف كارين فاسبي أندرسون أستاذ دراسات الاتصالات في جامعة ولاية كولورادو منصب السيدة الأولى بأنه «مكان» الأنوثة الأمريكية؛ فهو يعد تفاوض رمزي للاعتراف بهوية المرأة. وبخاصًة، صرح أندرسون أن هناك تحيز ثقافي تجاه السيدات الأوليات التقليدية وحظر ثقافي ضد السيدات الأوليات العصرية؛ وبحلول فترة كلينتون كسيدة أولى أصبح منصب السيدة الأولى هو مكان عدم التجانس والمفارقة. وسجل باريل، بالإضافة إلى كتاب السير الذاتية جيف جيرث ودون فان ناتا الابن، أن كلينتون سجلت أكبر معدلات تأييد لها في نهاية 1998، وذلك ليس بسبب انجازتها المهنية والسياسية بل بسبب اعتبارها ضحية لخيانة زوجها التي انتشرت علنًا. ورأي كاثلين هول جاميسون أستاذ الاتصالات في جامعة بنسلفانيا هيلاري كلينتون على أنها نموذج يقدم فكرة المأزق المزدوج، فرغم أنها قادرة على العيش في عالم «الاثنين معًا»؛ عالم المهنية والأسرية على حد سواء، فإنها «أصبحت بديلًا عما ركزنا عليه اتجاهاتنا التي اعتقدنا يومًا أنها متناقضة»، مما اضطرها إلى وجودها ضمن مجموعة متنوعة من المواقف غير الرابحة. وجدت ليزا بيرنز أستاذ الدراسات الإعلامية في جامعة كوينيبياك تقارير صحفية تعمل كثيرًا على تأطير كلينتون باعتبارها الأم العاملة المهنية العصرية وأيضًا أنها دخيل سياسي مهتمة في كسب السلطة لنفسها. ووجدت شارلوت تيمبلين أستاذ اللغة الإنجليزية في جامعة انديانا بوليس أن رسامي الكاريكاتير السياسية يستخدموا مجموعة متنوعة من القوالب النمطية مثل التحول الجنسي، النسوية المتطرفة، والمرأة التي يريد زوجها التخلص منها، لتصوير هيلاري كلينتون على أنها تنتهك الأعراف الجنسية.

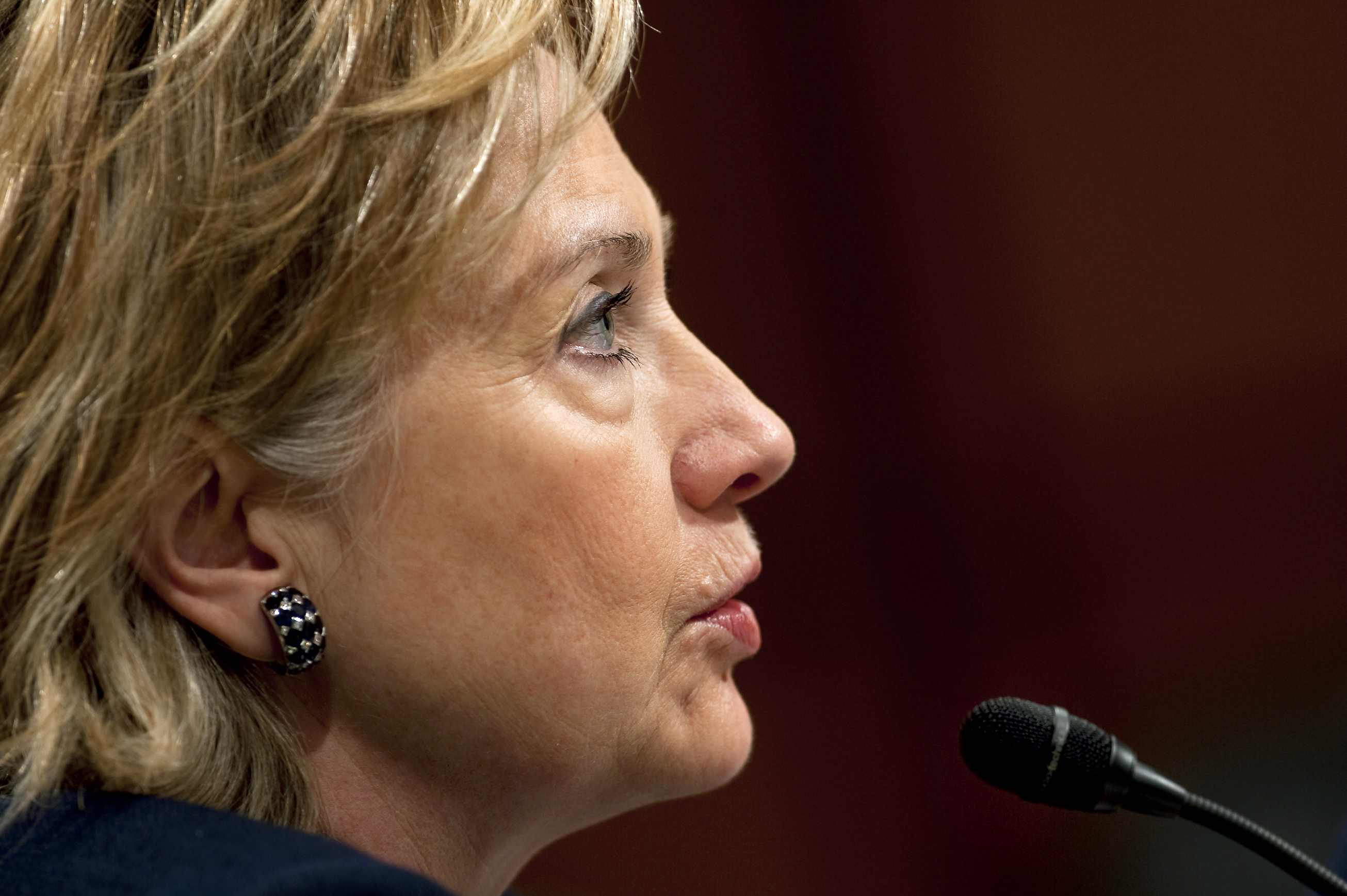
كلينتون في 2009

ومع الدخول في المراحل الأولى لحملتها الانتخابية للرئاسة في عام 2008، عرضت مجلة تايم صورة كبيرة لها على الغلاف، مع اثنين من خانات الاختيار المكتوب عليها «أحبها»، و«أكرهها»، بينما وضعت الأم جونز عنوانًا لملفها الشخصي «هيلاري الطماعة، البطلة، الزنديقة.» وقيمها نشطاء النتروتس الديمقراطيين بدرجة منخفضة جدًا في استطلاعات الرأي بالنسبة للمرشحين اللذين يريدونهم، بينما أعلن بعض الشخصيات المحافظة مثل بروس بارتليت وكريستوفر رودي أن فترة رئاسة هيلاري كلينتون لم تكن سيئة للغاية بعد كل شيء. وكان عنوان غلاف مجلة حزب المحافظين الأمريكي في أكتوبر 2007 «انحسار السلطة على كره هيلاري».) وبحلول ديسمبر 2007، لاحظ جاميسون أستاذ الاتصالات أن هناك قدرًا كبيرًا من كراهية المرأة الموجودة حاليًا عن كلينتون على الإنترنت، متضمنة الفيس بوك وغيره من المواقع المكرسة للأوصاف التي تعرض كلينتون للإذلال الجنسي. وأشارت في ردها على التعليقات الكثيرة التي صدرت على ضحكة كلينتون «جميعنا نعلم أن خطاب المرأة يتضمن لغة لا يستخدمها الرجال في خطاباتهم. ونحن نصف خطاب المرأة بالشدة والصرامة. فيسمي البعض ضحكة كلينتون على أنها قوقأة». ولقب «الكلبة»، الذي تم إطلاقه على كلينتون أثناء أيامها الأولى كسيدة أولى ورأه كارين فاسبي أندرسون أنه أداة لسياسة احتواء المرأة في السياسة الأمريكية، تألق وزاد انتشاره أثناء حملتها ليس فقط على الإنترنت بل أيضًا عبر وسائل الإعلام التقليدية. وبعد «لحظة اختناق» كلينتون وبعض الحوادث ذات الصلة في الفترة التي تسبق الانتخابات التمهيدية في نيو هامبشاير في يناير 2008، وجد كلًا من صحيفة نيويورك تايمز وصحيفة نيوزويك أن النقاش حول دور الجنسين في الحملة قد تحول إلى خطاب سياسي وطني. ولخص جون ميتشام المحرر بصحيفة نيوزويك العلاقة بين كلينتون والشعب الأمريكي بقوله أن أحداث نيو هامبشاير «سلطت الضوء على حقيقة غريبة: فعلى الرغم من أن كلينتون كانت على الهامش أو وسط الحياة الوطنية على مدى عقود ... فإنها من أكثر الشخصيات تميزًا في السياسة الأمريكية وأقل فهمًا لها».

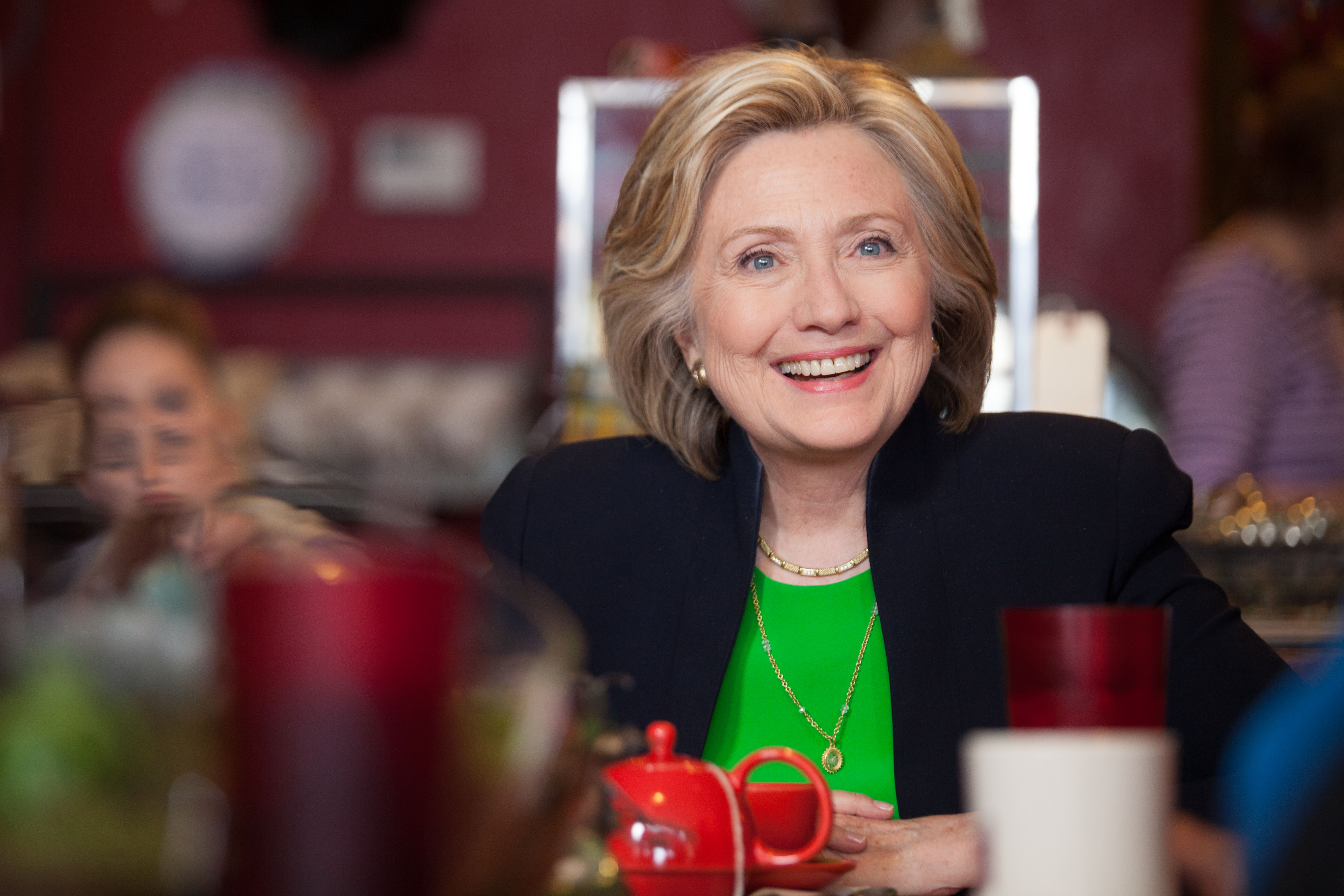
كلينتون في 2015

وبمجرد أن تولت منصب وزيرة الخارجية، بدأت صورة كلينتون في التحسن بشكل هائل وسط الشعب الأمريكي وأصبحت إحدى الشخصيات المحترمة في العالم. وبدأت في اكتساب شعبية عالية باستمرار (وفي عام 2011 حققت أعلى شعبية خلال حياتها المهنية باستثناء فضيحة لوينسكي)، ووصلت معدلات تأييدها أو رفضها أعلى درجاتها عن أي شخصية نشطة، سياسية أمريكية بارزة على الصعيد الوطني خلال عامي 2010 و2011. واستند ميمي الإنترنت، الذي يحتوي على "نصوصًا عن هيلاري"، على صورة كلينتون وهي جالسة على متن طائرة عسكرية وتضع نظارات شمسية وتستخدم هاتفها المحمول، وتصورت محتوى رسائلها النصية والجهات المتلقية لها. وحققت شعبية هائلة وسط الشباب، أو تقنيًا انتشرت وسط المهتمون بالسياسة ببراعة. وسعت كلينتون إلى تفسير الشعبية التي وصلت إليها بقولها في أوائل 2012، أن"هناك نوع من أنواع الترابط بين من أكون وبين ماذا أفعل، وأعتقد أن الشعب أخيرًا قال "حسنًا، فقد فهمتها الآن". وواصلت بلاءها الحسن في استطلاعات غالوب عن أكثر رجل وامرأة إثارة للإعجاب، وفي 2014 أطلق عليها الأمريكيون لقب أكثر امرأة مثيرة للإعجاب للمرة الثالثة عشر على التوالي والمرة التاسعة عشر إجماليًا. وانخفضت معدلات تأييدها، ولكن بعد أن تركت منصبها وبدأت في الظهور في سياق السياسة الحزبية مرة أخرى، وبحلول يوليو 2015، ومع حملتها للانتخابات الرئاسية الجارية لعام 2016، تراجعت تلك المعدلات إلى ما كانت عليها أثناء خوضها الانتخابات الرئاسية لعام 2008.

## وصلات خارجية
- الموقع الرسمي
- مؤسسة كلينتون (بالإنجليزية)
- هيلاري كلينتون على موقع IMDb (الإنجليزية)
- هيلاري كلينتون على موقع الموسوعة البريطانية (الإنجليزية)
- هيلاري كلينتون على موقع مونزينجر (الألمانية)
- هيلاري كلينتون على موقع ألو سيني (الفرنسية)
- هيلاري كلينتون على موقع ميوزك برينز (الإنجليزية)
- هيلاري كلينتون على موقع أول موفي (الإنجليزية)
- هيلاري كلينتون على موقع قاعدة بيانات الأفلام السويدية (السويدية)
- هيلاري كلينتون على موقع إن إن دي بي (الإنجليزية)
- هيلاري كلينتون على موقع ديسكوغز (الإنجليزية)
- هيلاري كلينتون على موقع قاعدة بيانات الفيلم (الإنجليزية)
- هيلاري رودهام كلينتون على مشروع الدليل المفتوح

| سبقه كونداليزا رايز | وزيرة خارجية الولايات المتحدة 2009-2013 | تبعه جون كيري |